# Período de las autonomías provinciales (Argentina)
El período de la historia argentina conocido como la de las autonomías provinciales, o período de las guerras civiles, transcurrido entre la disolución del gobierno central tras la batalla de Cepeda en 1820 y la organización de un nuevo gobierno nacional tras la batalla de Caseros de 1852, tiene características propias, bien diferenciadas del período inmediatamente anterior, la Independencia de la Argentina, y del período que le sucedió, la Organización Nacional.
Durante el mismo, las Provincias Unidas del Río de la Plata –después llamadas Confederación Argentina y actualmente República Argentina– carecieron de un gobierno nacional y de una constitución, excepto por un breve período, durante el cual existió un efímero gobierno central y una constitución que no fueron aceptados por todas las provincias. En la práctica -pero no formalmente- las provincias se autogobernaron como estados independientes, y las relaciones entre ellas estuvieron reguladas por una serie de tratados, mientras las relaciones exteriores fueron delegadas en forma casi permanente al gobernador de Buenos Aires.
La imagen más generalizada de este período es la de una serie casi continua de enfrentamientos: aunque hubo guerras civiles en la Argentina desde antes del inicio del mismo y hasta mucho después de finalizado, la guerra efectivamente sacudió al territorio nacional durante casi todos los años entre 1820 y 1852. Por dicha razón varios historiadores se refieren a este período como el período de las guerras civiles.
El período se inicia con una acentuada crisis política, conocida como la Anarquía del Año XX, y concluye al finalizar el prolongado gobierno de Juan Manuel de Rosas, que –si bien se negaba activamente a sancionar una constitución y a formar un gobierno central– evitó la posible disgregación del país en numerosos estados independientes y reforzó la conciencia de la población de formar parte de una sola nación.

## Antecedentes
El Virreinato del Río de la Plata se independizó del Imperio español a partir de la Revolución de Mayo de 1810, aunque no todo el territorio se incorporó a las llamadas Provincias Unidas del Río de la Plata. Una prolongada guerra contra la antigua metrópoli le permitió sostener esa independencia, que fue formalmente declarada en el año 1816.
Desde el año 1814 se produjeron enfrentamientos entre las tendencias centralistas de la capital, Buenos Aires, y las tendencias centrífugas de varias provincias. El Partido Federal sostuvo una larga guerra civil contra el gobierno central.
En abril de 1819 se firmó un armisticio entre el Directorio y las provincias federales. Hacía ya varios años que el gobierno central no controlaba la Provincia Oriental ni las provincias de Corrientes, Entre Ríos y Santa Fe, en manos todas del Partido Federal. Sin participación de esas provincias el Congreso Nacional sancionó una constitución de orientación unitaria y nombró director supremo de las Provincias Unidas a José Rondeau. Pero a fines de ese año se reanudó la guerra entre Artigas y el Directorio, y estalló una revolución en la intendencia de San Miguel de Tucumán –que incluía Tucumán, Santiago del Estero y Catamarca– que la separó de la obediencia al Directorio.
Rondeau ordenó a todos los ejércitos nacionales retroceder hacia Buenos Aires; el Ejército de los Andes, instalado en Chile, preparaba la expedición al Virreinato del Perú, y su jefe, general José de San Martín, decidió desobedecer y continuar con sus planes libertadores. Por su parte, el Ejército del Norte estaba estacionado en Córdoba, vigilando a los federales; el general Francisco Fernández de la Cruz lo condujo hacia el sur. Pero tras una sublevación a fines de enero de 1820, ese ejército regresó a Córdoba con la idea de retornar hacia el frente contra los realistas del Alto Perú; no obstante, se dispersaría entre las provincias del interior y no volvería a participar en la guerra de Independencia. También en ese mes se sublevó un resto del Ejército de los Andes, acantonado en San Juan, rechazando la autoridad nacional.
Los federales, comandados por Estanislao López y Francisco Ramírez, gobernadores de Santa Fe y Entre Ríos respectivamente, invadieron el territorio de Buenos Aires, con la intención de obligar al gobierno nacional a repeler la Invasión luso-brasileña de la Banda Oriental. Al frente de su pequeño ejército porteño, Rondeu fue derrotado el 1 de febrero de 1820 en la batalla de Cepeda. Los dos gobernadores marcharon sobre Buenos Aires, exigiendo el cese del gobierno nacional. El día 11 de febrero, Rondeau presentó su renuncia, y el Congreso quedó disuelto.
Pocos días antes, los federales de la Provincia Oriental habían sido derrotados en la batalla de Tacuarembó, con lo cual todo ese territorio quedó en manos de Portugal. Por ello, cuando el 23 de febrero López y Ramírez firmaron el Tratado del Pilar con el nuevo gobernador de Buenos Aires, Manuel de Sarratea, no exigieron continuar la guerra contra Portugal; por el contrario, se limitaron a proclamar el federalismo, la autonomía de sus provincias, y la próxima reunión de un nuevo congreso.

## La anarquía
Desde entonces, cada provincia se gobernó por sí misma: los federales habían logrado evitar el sojuzgamiento por parte del gobierno central, pero al precio de destruir toda forma centralizada de organización nacional. 

### En Buenos Aires
Faltando el gobierno nacional, Buenos Aires se vio sometida a un período de acentuada inestabilidad política: el Cabildo reasumió su autoridad y creó una legislatura provincial, conocida como Sala de Representantes, que fue la que nombró gobernador a Sarratea. Con ese paso Buenos Aires y su territorio propio pasó a constituir una nueva provincia a la par de las demás, pero la Sala entró repetidamente en conflicto con el Cabildo, mientras diversos jefes militares –Miguel Estanislao Soler, Juan Ramón Balcarce, Manuel Pagola, Manuel Dorrego– se turnaron para ocupar el gobierno provincial.
Ramírez y López regresaron a sus provincias; pero el incumplimiento de parte del gobierno porteño del Tratado del Pilar incitó a López a volver a invadir Buenos Aires. En la batalla de Cañada de la Cruz, del 28 de junio, derrotó al gobernador Soler, que fue reemplazado por Dorrego. Este marchó en busca de López, ocupó sangrientamente San Nicolás de los Arroyos, e invadió Santa Fe; fue completamente derrotado por López en la batalla de Gamonal, del 2 de septiembre.
En Buenos Aires la Sala de Representantes eligió gobernador a Martín Rodríguez el 26 de septiembre. El 1 de octubre, el coronel Pagola ocupó el Fuerte de Buenos Aires, pero fue derrotado el día 4 por el regimiento de los Colorados del Monte, comandado por Juan Manuel de Rosas. Rodríguez conservó el gobierno y los Colorados del Monte fueron bautizados "restauradores de las leyes", título que poco después quedó identificado con el coronel Rosas.
El general chileno José Miguel Carrera había colaborado en la campaña de Estanislao López, del cual se separó en agosto, aliándose con varios caciques ranqueles, a quienes pidió ayuda para regresar a su país para deponer a O'Higgins. Logró reunir más de 1000 indios de lanza, al frente de los cuales saqueó el pueblo de Salto.
El gobernador Rodríguez respondió atacando indiscriminadamente a los primeros indígenas que encontró, causando una matanza entre tribus inocentes y pacíficas. El resultado fue la unión de varias parcialidades indígenas en una serie de ataques contra las poblaciones "blancas", entre las cuales el pueblo de Dolores, fundado en 1817, fue completamente destruido.

### En el Litoral
Ramírez regresó a Entre Ríos, donde José Artigas, su antiguo jefe, quiso someterlo a su autoridad. El resultado fue una guerra entre ambos: en una rápida sucesión de victorias, Ramírez logró finalmente derrotar al fundador del federalismo rioplatense, quien se exilió en el Paraguay. A continuación, el vencedor fundó la República de Entre Ríos –un estado federal autónomo con el nombre de República– que incluía su provincia, más la actual Corrientes y parte de la de Misiones.
De regreso de su expedición al sur, el 24 de noviembre Rodríguez firmó con Estanislao López el Tratado de Benegas, en el que se acordó la reunión de un Congreso Federal en Córdoba, y la entrega de 25 000 cabezas de ganado de los estancieros porteños a Santa Fe, en concepto de indemnización.
Ramírez se consideró dejado de lado y decidió atacar simultáneamente a los tres participantes del Tratado de Benegas: Buenos Aires, Córdoba y Santa Fe, y al frente de 2000 hombres invadió la primera de estas provincias a principios de mayo.
Tras una primera victoria, Ramírez ordenó a su segundo, el coronel porteño Lucio Norberto Mansilla, atacar Santa Fe; pero este desobedeció la orden para no combatir contra su provincia. La flota porteña bloqueó el puerto de Paraná, con lo que Ramírez quedó aislado y, tras una segunda batalla, al frente de sólo 400 hombres, el 26 de mayo, López lo derrotó y lo obligó a huir hacia el oeste.
Tras una breve campaña juntos, Ramírez y Carrera se separaron; Ramírez se retiró hacia el norte, buscando regresar a su provincia por el Chaco, pero fue alcanzado, derrotado y muerto el 10 de julio en el norte de Córdoba. La cabeza de Ramírez fue llevada a López, que la hizo embalsamar y la exhibió en una jaula.
Al saberse la noticia de la muerte de Ramírez, su medio hermano Ricardo López Jordán (padre) se hizo elegir jefe supremo de la República de Entre Ríos; pero fue derrocado por Mansilla el 23 de septiembre, que se hizo elegir gobernador de Entre Ríos. La República fue fraccionada y dada por desaparecida; hubo algunos intentos de reacción de López Jordán, pero Mansilla pudo conservar su gobierno y su período transcurrió relativamente en paz, allanándose en todo a la iniciativa política del gobierno porteño.
Por su parte, la provincia de Corrientes recuperó su autonomía. Tras algunos incidentes menores, Pedro Ferré inició un largo gobierno en diciembre de 1824, durante el cual la provincia conocería la paz y un moderado crecimiento económico.

### En Córdoba y Cuyo
Tras el motín de Arequito, el general Juan Bautista Bustos regresó con el Ejército del Norte a Córdoba, donde algunas semanas después fue elegido gobernador de la provincia de Córdoba, que abandonaba así su anterior estatus de intendencia. Necesitado del Ejército para sostenerse en el gobierno y defenderse de la invasión de Carrera y Ramírez, finalmente Bustos no regresó al frente contra los realistas.
La revolución iniciada en Cuyo por Mariano Mendizábal determinó una serie de enfrentamientos, de resulta de la cual se formaron las provincias autónomas de Mendoza, San Juan y San Luis. Tras un período de anarquía, los gobernadores Tomás Godoy Cruz, de Mendoza, y José Santos Ortiz, de San Luis, llevaron una relativa estabilidad a sus provincias.
Las provincias cuyanas fueron atacadas en 1821 por el general Carrera, que ocupó durante varias semanas la ciudad de San Luis. Desde allí avanzó hacia Mendoza, pero fue derrotado y fusilado en esa ciudad el 4 de septiembre de 1821.
La provincia de La Rioja declaró su autonomía bajo el gobierno del general Francisco Ortiz de Ocampo. Una serie de enfrentamientos menores llevaron a la supremacía al comandante de los Llanos, Facundo Quiroga, que hizo nombrar gobernador a Nicolás Dávila. Ambos se enfrentaron a principios de 1823, resultando vencedor Quiroga, que fue nombrado gobernador. Ocuparía ese puesto apenas cuatro meses, pero sería caudillo político y comandante de armas de la provincia durante la siguiente década.

### En el norte

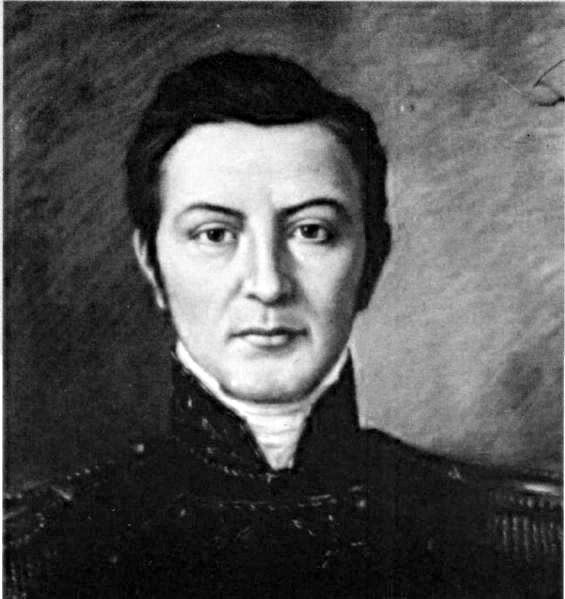
Bernabé Aráoz.

El gobernador surgido de la revolución tucumana de 1819, Bernabé Aráoz, declaró a mediados del año siguiente la República de Tucumán, sancionando una constitución provincial. No obstante, la misma no incluyó a Santiago del Estero, que el 31 de marzo se había declarado independiente de la misma y había nombrado gobernador a Juan Felipe Ibarra, que la gobernaría durante tres décadas. Aráoz intentó recuperar el territorio por la fuerza en febrero de 1821, pero terminó en un fracaso.
En Salta, la continua resistencia del gobernador y caudillo Martín Miguel de Güemes –la guerra gaucha– había sido crucial para mantener la independencia, pero había costado muy cara en dinero, bajas y desorden social. Ante el inicio de la campaña de San Martín al Perú, Güemes planeó invadir el Alto Perú con sus ejércitos gauchos y el Ejército del Norte; este se había disgregado, pero una parte del mismo estaba en Santiago del Estero, al mando de Alejandro Heredia, deseoso de volver al frente. Pero gran parte de las armas disponibles estaban en manos de Aráoz, que se negó a entregarlas.
A principios de 1821, Güemes e Ibarra invadieron Tucumán para obligar a Aráoz a unirse a la proyectada campaña al Alto Perú, pero fueron derrotados el 3 de abril de 1821.
En ausencia de Güemes, una revolución de las clases altas de Salta lo depuso, pero bastó su regreso para retomar el poder. Sin embargo, los rebeldes habían llamado en su auxilio a los jefes realistas del Ato Perú; el general Pedro Antonio Olañeta respondió con una invasión a Salta, de la cual resultó la muerte de Güemes. Aún sin su jefe, las milicias salteñas sitiaron a los realistas en Salta y el 15 de julio lograron expulsarlos definitivamente. Bajo el gobierno de José Ignacio de Gorriti, Salta volvió a gozar de paz interna y rechazaría al año siguiente la última invasión realista, que no logró llegar hasta Jujuy.
La victoria de Aráoz fue efímera: en febrero, un cabildo abierto declaraba la autonomía de la provincia de Catamarca, primeramente bajo el gobierno de Nicolás Avellaneda y Tula, y desde octubre, bajo el de Eusebio Ruzo.
En agosto de 1821 Aráoz fue depuesto por Abraham González, que abandonó el nombre de República y juró como gobernador de la Provincia de Tucumán. Ese acto inició una interminable serie de revoluciones y contrarrevoluciones, durante las cuales se turnaron en el gobierno Aráoz, su primo Diego Aráoz y Javier López, entre varios otros. Bernabé Aráoz logró recuperar el gobierno y mantener una paz inestable entre octubre de 1822 y agosto de 1823, cuando fue derrocado por Javier López, que lo derrotó definitivamente unos días más tarde y lo obligó a exiliarse en Salta. En marzo del año siguiente sería extraditado a su provincia y fusilado.

## Continuidad de la guerra de Independencia
La anarquía en que se debatían las Provincias Unidas hubiera sido una oportunidad única para la proyectada expedición española que debía partir hacia el Río de la Plata –con mucho retraso– a principios de 1820. Pero la sublevación de esas tropas en enero de 1820 dio inicio en España al Trienio Liberal, cuyos gobiernos se mostraron poco activos en su intención de restaurar el imperio colonial español. Por otro lado, las autoridades coloniales se vieron muy debilitadas por los enfrentamientos entre liberales y absolutistas, lo que llevó en algunos casos a insurrecciones que instauraron regímenes independientes. El caso más conocido fue la Independencia de México, consumada por el general realista Agustín de Iturbide.
Cuando a fines de 1823 se produjo la segunda restauración absolutista, ya era demasiado tarde para nuevos esfuerzos reconquistadores. Aun si el rey lo hubiera intentado, no hubiese encontrado un puerto seguro adonde llevar sus tropas.
Todo el esfuerzo de la guerra estaba en manos de los ejércitos en campaña, sustentados por el gobierno de la provincia de Salta –en el caso del frente norte– o en el de la República de Chile, en cuanto a la campaña del Perú. Ningún aporte llegó en adelante de los demás gobiernos provinciales. La provincia de Buenos Aires era la única que hubiera podido colaborar económicamente, ya que monopolizaba la principal fuente de ingresos públicos, la Aduana; pero el gobierno porteño se desentendió completamente de la guerra. Llegaría al extremo de rechazar un pedido de ayuda de San Martín con el argumento de que "al país le era útil que permaneciesen los españoles en el Perú". El gobierno porteño también firmaría con el gobierno liberal español una Convención Preliminar de Paz en 1823, aunque la misma sería ignorada por el restaurado Fernando VII al año siguiente.

### Expedición libertadora del Perú

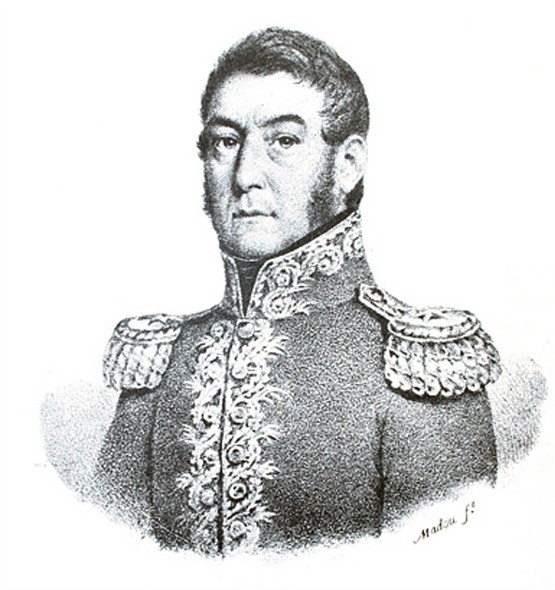
El general San Martín.

El 8 de septiembre de 1820, un ejército unido chileno-rioplatense, con 4500 hombres al mando de San Martín desembarcó en el sur del Perú. El virrey José de la Serna tenía bajo su mando a unos 20 000 soldados distribuidos por todo el virreinato, pero el dominio del mar por parte de la escuadra de San Martín le impedía concentrarlos. El avance de las ideas independentistas en Lima forzó al virrey a evacuar la capital y trasladar sus tropas hacia el interior, fijando su gobierno en Cuzco. San Martín ingresó en Lima, y el 28 de julio proclamó la Independencia del Perú, tras lo cual fue nombrado Protector del Perú con autoridad civil y militar.
San Martín envió tropas en ayuda de Antonio José de Sucre, lugarteniente de Simón Bolívar, para la campaña de independencia de Quito, participando las mismas en las batallas de Riobamba y Pichincha.
A cambio, San Martín esperaba recibir ayuda de Bolívar, pero la realidad es que necesitaba todo un ejército. En la Entrevista de Guayaquil, de julio de 1822, San Martín cedió a Bolívar la iniciativa y conclusión de la campaña libertadora, y poco después abandonó también el Perú.
Bolívar tomó el mando del ejército –en el cual la participación de tropas argentinas era cada vez menor– pero se vio obligado a evacuar la capital tras la sublevación de tropas patriotas, en su mayoría rioplatenses, en el Callao, que sumidos en un estado miserable se pasaron a los realistas. La noticia de la restauración absolutista en España generó una división entre los jefes realistas: el Alto Perú quedó en manos de Pedro Antonio Olañeta, mientras el Bajo Perú quedaba bajo el mando de De la Serna. Entonces Bolívar avanzó hacia el interior, derrotando a las mejores tropas de caballería enemigas en la batalla de Junín, en que los oficiales argentinos tuvieron destacada participación.
Cuatro meses más tarde, el 9 de diciembre, la victoria patriota en la batalla de Ayacucho, decidió la suerte de todas las guerras de independencia hispanoamericanas a favor de los independentistas. En esta batalla combatió por última vez el último escuadrón superviviente del Regimiento de Granaderos a Caballo, al mando de José Félix Bogado.

### Bolivia
El general Arenales, gobernador de Salta desde enero de 1824, dedicó sus esfuerzos a intentar una última campaña al Alto Perú, aprovechando las tropas reunidas por el altoperuano José María Pérez de Urdininea, más algunas otras tropas reunidas por José María Paz en Santiago del Estero. El 4 de agosto de 1824, el gobernador Arenales nombró comandante general de Vanguardia al general Urdininea –a pedido del mariscal Sucre– para que se dirigiera al Alto Perú a atacar a Olañeta desde el sur. Este se puso en marcha el 3 de enero de 1825, con una fuerza de alrededor de 604 hombres.
También Sucre inició su avance hacia el sur, en busca de Olañeta, quien fue vencido y muerto por uno de sus subordinados el 1 de abril. Al saber de la muerte de Olañeta, Arenales envió a Pérez de Urdininea hacia el norte, pero éste se autonombró Comandante en Jefe del Ejército Libertador de Chichas, poniéndose fuera del alcance de la autoridad de Arenales.
Poco después, un congreso de las provincias del Alto Perú declaraba su voluntad de independizarse de las Provincias Unidas del Río de la Plata y del Virreinato del Perú al que estaban sujetas desde 1810, con el nombre de República de Bolívar, a lo que el Congreso de Buenos Aires no puso reparos. Un último conflicto por el territorio de Tarija duró aún un año, hasta su incorporación a la que ya se llamaba República de Bolivia.

## Nacimiento del modelo agroexportador
Durante el período colonial, la economía de las provincias del Río de la Plata era motorizada por el intercambio comercial entre ellas y con el Alto Perú. En particular, la ciudad y provincia de Buenos Aires se financiaba casi exclusivamente con el tráfico de plata desde el Alto Perú hacia España y el correlativo ingreso de bienes manufacturados y trigo por su puerto. La actividad pecuaria estaba ligada únicamente a la alimentación de la ciudad, y las ocasionales ventas de tasajo y cueros eran subproductos sin mayor importancia.
Las regiones más prósperas durante el período colonial eran el noroeste, Cuyo y el noreste, cuyas economías eran motorizadas por el intercambio comercial con el Alto Perú, Chile y Paraguay respectivamente.

### La apertura comercial y el litoral
La apertura económica y la expansión económica europea que siguió al fin de la guerras napoleónicas provocaron un rápido cambio en la estructura productiva en Buenos Aires y –con cierto retraso– en las demás provincias del Litoral argentino. Por un lado, se produjo una rápida valorización de los productos pecuarios, especialmente cueros –que durante todo el período representaron algo más del 60% del total de las exportaciones– y tasajo, que otorgó una alta rentabilidad a la actividad ganadera, especialmente la cría de vacunos. Por el otro, el comercio exterior pasó a estar controlado por comerciantes británicos, que también se introdujeron en proporción importante en el comercio interior. De modo que los grupos dominantes del comercio colonial buscaron rápidamente ubicación para sus capitales e hicieron grandes inversiones en el sector ganadero, que triplicó la cantidad de cabezas vacunas en los treinta años que siguieron a la Revolución de Mayo.
El perfil de la producción ganadera sufrió también un rápido cambio: hasta la Revolución, el área efectivamente ocupada por las estancias estaba casi exclusivamente al norte del río Salado, y estaba en manos de una gran cantidad de pequeños productores vacunos. Treinta años más tarde, los campos al norte del Salado seguían bastante fraccionados, pero dedicados mayoritariamente a la cría ovina, excepto en la franja más cercana al río, donde se establecieron grandes estancias vacunas. La cantidad de cabezas vacunas se había triplicado, con 20 millones de cabezas adicionales, todas ellas en grandes estancias al sur del Salado.
La concentración económica en la producción ganadera hizo languidecer la ya escasa producción artesanal de Buenos Aires, iniciándose en esa época el llamado "modelo agroexportador", en que toda la actividad económica se concentraba en la exportación ganadera y la importación de bienes manufacturados, e incluso de la mayor parte del trigo que se consumía en la ciudad.
La provincia de Santa Fe, la más castigada por la guerra civil hasta entonces, pudo disfrutar de una década en paz y, junto a Corrientes y Entre Ríos, iniciar una lenta recuperación económica –impulsada por la producción y exportación de productos ganaderos– aunque significativamente menor y algo más tardía que la experimentada por Buenos Aires. De ese modo, el Litoral argentino –cuya importancia económica durante el Virreinato del Río de la Plata había sido muy limitada– experimentó los efectos de una rápida valorización de los productos ganaderos, que le permitieron ponerse al frente de la economía del país.
Por otro lado, la Provincia de Buenos Aires se adueñó de los ingresos de la aduana que servía a todo el país, la principal fuente de ingresos públicos. En esa provincia, el comercio exterior fue monopolizado por los comerciantes extranjeros, especialmente británicos, y estos se introdujeron en proporción importante en el comercio interior.

### El interior: aislamiento y decadencia
La situación en el interior –es decir, las provincias sin puertos sobre los ríos de la cuenca del Plata– fue exactamente la inversa: éstas sufrieron una marcada declinación debido a los daños producidos por el proceso independentista y las luchas civiles, a la pérdida de los mercados –desde entonces ubicados fuera del país– y a la competencia de los productos industriales, de origen mayoritariamente británico, con los productos artesanales que anteriormente vendían en las provincias del Litoral.
Las provincias del Noroeste siguieron atadas al comercio con la región centro-oeste de América del Sur, que desde 1825 pasó a ser la independiente Bolivia, pero éste disminuyó drásticamente respecto del que existía durante la época colonial. Las provincias cuyanas también mantuvieron un intenso intercambio con Chile, especialmente de ganado vacuno, mular y caballar en pie. La situación fue menos dramática en Córdoba, provincia que se especializó en producir productos industriales y artesanales y ganado en pie para proveer al mercado litoral; las provincias del Noroeste y Cuyo siguieron ese camino, aunque más lentamente y en menor medida.
Las clases altas y medias de las provincias del interior aumentaron su consumo de artículos importados, aunque en mucha menor medida que en la ciudad de Buenos Aires, donde la población de todas las clases –aún los más pobres– se vistió con artículos fabricados en Inglaterra y, en menor medida, en los Estados Unidos. Lo mismo ocurrió con toda clase de mercadería, particularmente herramientas, maquinarias, muebles, carruajes, embarcaciones y bebidas alcohólicas.

## La Época de Rivadavia (1820-1827)

### Gobernaciones de Rodríguez y Las Heras

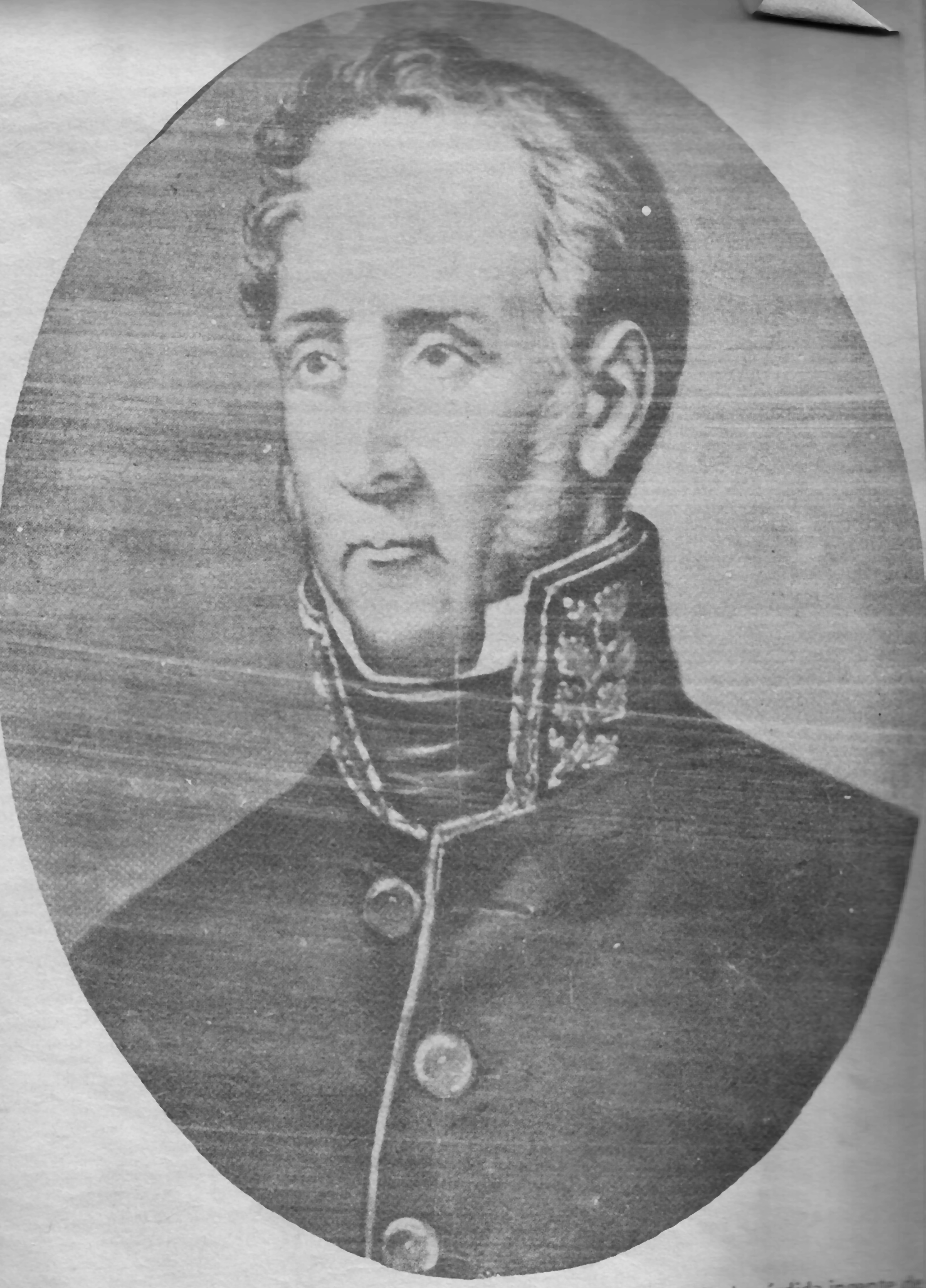
El gobernador Martín Rodríguez.

Tras la firma del Tratado de Benegas y la derrota de Francisco Ramírez, la provincia de Buenos Aires ya no sería amenazada por los caudillos federales. En el mes de julio de 1821, Rodríguez nombró ministro de Guerra y Marina a Francisco Fernández de la Cruz, de Hacienda a Manuel José García, y de Gobierno y Relaciones Exteriores a Bernardino Rivadavia; este último sería la figura dominante durante el resto del gobierno de Rodríguez.
Mientras Rivadavia y García llevaban adelante las reformas políticas que caracterizaron su gobierno, el gobernador Rodríguez lanzó una segunda campaña contra los indígenas, que no detuvo los malones, pero logró establecer varios fuertes permanentes, entre ellos el que daría origen a la ciudad de Tandil.
Desde su llegada al ministerio, Rivadavia presionó a las demás provincias para disolver el Congreso que se estaba reuniendo en Córdoba, bajo la protección de Bustos, y firmó con las provincias de Santa Fe, Entre Ríos y Corrientes el Tratado del Cuadrilátero, por el que se convocaba a un futuro congreso, que se reuniría en Buenos Aires. La convocatoria tuvo lugar en 1824, y los diputados se fueron reuniendo en Buenos Aires a fines de ese año, en la misma época en que terminaba el gobierno de Rodríguez.
En abril de 1824, la Junta de Representantes eligió gobernador a Juan Gregorio de Las Heras, destacado militar de la guerra de la independencia pero de limitada capacidad política. El nuevo gobernador pretendió mantener el ministerio anterior, pero Rivadavia decidió viajar a Londres a gestionar la explotación de las minas existentes en territorio de las provincias. García asumió las carteras de Gobierno y Hacienda y Fernández de la Cruz mantuvo la de guerra.
El prestigio personal de Las Heras llevó a las demás provincias a delegar en el gobernador porteño las relaciones exteriores de todas ellas. En tal carácter, le tocó discutir la situación del Alto Perú, enviando ante el general Sucre a Carlos María de Alvear y José Miguel Díaz Vélez, con instrucciones de dejar a esas provincias decidir su destino; intentaron oponerse a la segregación de Tarija, pero sin éxito.
A poco de iniciar su mandato, en diciembre de 1824, Las Heras inauguró las sesiones del Congreso Nacional reunido en Buenos Aires. Durante el resto de su mandato, su gestión estuvo supeditada a las iniciativas del mismo; si bien la declaración de guerra al Imperio del Brasil y la elección de un presidente para el estado nacional tuvieron lugar bajo su gobierno, en la práctica esos hechos estuvieron dirigidos por las facciones dominantes en el Congreso, especialmente las dirigidas por el ministro García y el diputado Agüero.
La guerra del Brasil llevaría a la formación del ejecutivo nacional, y Rivadavia –recién regresado de Inglaterra– asumió como presidente de las Provincias Unidas en febrero de 1826. Éste avanzó rápidamente sobre la autonomía de las provincias, incluida la de Buenos Aires, que fue dividida por la Ley de Capitalización, que creaba una capital federal con la ciudad y gran parte de la campaña que la rodeaba. En febrero de 1826, el presidente decretó el cese de Las Heras como gobernador, ejerciendo desde entonces el Presidente y el Congreso los poderes ejecutivo y legislativo de la provincia y de la Nación.

### Reforma del estado

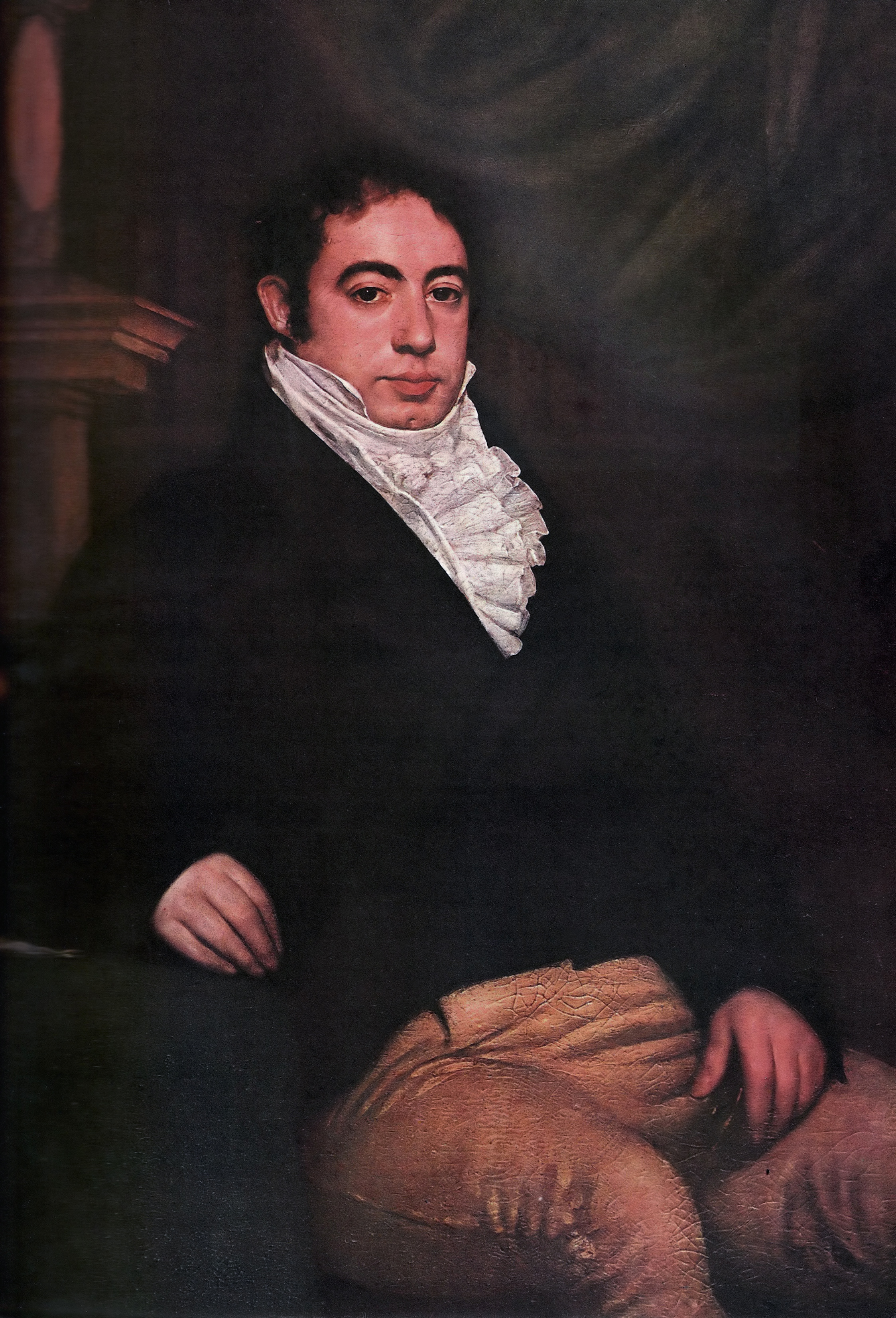
Bernardino Rivadavia.

Apenas llegado Rivadavia al ministerio, se sancionó una Ley de Sufragio Universal, la primera de su tipo en Latinoamérica, por la cual todo hombre libre sería hábil para elegir. Fue un gran avance en los derechos civiles, aunque años más tarde el mismo partido gobernante sancionaría reformas que limitaban el derecho electoral únicamente a los propietarios.
Rivadavia buscó la modernización del sistema de gobierno. Decretó la abolición del cabildo de Buenos Aires y de los de las villas del interior provincial e instaló la Cámara de Apelaciones de la Provincia, que asumiría el poder judicial. Esa medida sería imitada por la mayor parte de las provincias del interior, tanto las gobernadas por unitarios como las gobernadas por federales.
Continuó la modernización con una reforma militar y una reforma eclesiástica: por la primera, otorgó la baja militar, en condiciones generalmente desventajosas, a muchos oficiales que se habían destacado en la guerra de independencia. La reforma religiosa incluía la eliminación de ciertos privilegios de los religiosos, el cierre de la mayoría de los conventos, la supresión del diezmo, etc. La sociedad quedó dividida entre partidarios y opositores de esta reforma, y a la oposición se le sumaron varios militares "reformados". En marzo de 1823, un grupo de militares y civiles, dirigidos por Gregorio García de Tagle se lanzó a la llamada Revolución de los Apostólicos, en que iban unidos clericalistas y militares reformados. Tras varias horas de tiroteos y algunos muertos, la revuelta fue dominada y su fracaso significó una fuerte consolidación de Rivadavia y sus políticas.
Ya elegido presidente, y a partir de la Ley de Capitalización, Rivadavia llevó a cabo una fuerte concentración del poder en el ejecutivo nacional: la Sala de Representantes fue disuelta, se nacionalizó el ejército de la provincia, las tierras públicas, la aduana y todas las propiedades provinciales.
Las medidas que afectaban la autonomía provincial generaron fuerte oposición en la opinión pública porteña, especialmente entre los estancieros, que habían sido hasta entonces una base importante de su sustento político.

### Política cultural y educativa
Ambicionando igualar las instituciones culturales y educativas que había presenciado en Europa, Rivadavia prestó especial atención a estas áreas, muy relegadas durante la época de la Independencia.
Se fundó la Universidad de Buenos Aires en agosto de 1821, a partir de las Academias de Medicina y Jurisprudencia. También se transformó el viejo Colegio de San Carlos en Colegio de Ciencias Morales; en el mismo se otorgaron becas a jóvenes de las provincias.
También se fundaron varias otras instituciones académicas y culturales, tales como la Sociedad Literaria, la Sociedad de Ciencias Físicas y Matemáticas, el Museo de Ciencias Naturales, el Archivo General, el Registro Oficial y el Departamento Topográfico y Estadístico.
Varios intelectuales extranjeros fueron contratados para actuar en estas instituciones, como el naturalista francés Aimé Bonpland, el físico italiano Pedro Carta Molino, el ingeniero francés Carlos Enrique Pellegrini y el historiador italiano Pedro de Angelis. La mayoría de ellos se radicaron definitivamente en el país.
Durante la época de Rivadavia se publicaron en la capital decenas de periódicos, la mayoría de corta duración. Fueron esencialmente vehículos de propaganda política y de difusión cultural, relegando a un segundo plano su función informativa. Algunos de los más notables fueron El Centinela y El Pampero, de Juan Cruz Varela, o El Argos, publicado por la Sociedad Literaria.
En su afán regalista, Rivadavia inició una reforma religiosa, que incluía la eliminación de ciertos privilegios de los religiosos, el cierre de la mayoría de los conventos, la supresión del diezmo y del fuero eclesiástico.
También se mezcló con la política del cabildo eclesiástico del obispado, reemplazando al provisor del mismo –desde la muerte del obispo Lué la sede estaba vacante– por Mariano Medrano, a quien pronto también hizo expulsar, reemplazándolo a su vez por Diego Estanislao Zavaleta, partidario del regalismo de Rivadavia. Su sucesor, José León Banegas, un filósofo espiritualista, tampoco opuso resistencia a las reformas eclesiásticas. La única resistencia firme la opusieron los frailes Cayetano Rodríguez y Francisco de Paula Castañeda, que poco pudieron hacer contra una reforma auspiciada por el poder político.
Durante este período se restableció parcialmente la relación con la Santa Sede, por medio de la visita pastoral de monseñor Juan Muzi, que visitó Buenos Aires y Cuyo.

### Política económica
Entre las primeras medidas de García estuvo la regularización de las deudas públicas de la provincia, en búsqueda del restablecimiento del crédito público; pagó las deudas de los acreedores de la provincia con títulos públicos, respaldándolos con la totalidad de la tierra pública de la provincia. Pero como al mismo tiempo se necesitaba aumentar los ingresos del estado en un momento en que la mayor parte de las inversiones estaban dirigidas a la propiedad rural, especialmente rentable, creó el sistema de la enfiteusis para arrendar en forma permanente las tierras a sus ocupantes. No era una reforma agraria, sino que se buscó favorecer a los más poderosos, de modo que los ocupantes pobres fueron expulsados y se estableció un límite mínimo a las extensiones a arrendar, pero no un límite máximo.
Proclamó la libertad de comercio, colocando las tasas aduaneras a un nivel muy bajo, con lo que favorecíó el comercio exterior de la provincia, pero aisló y ahogó las economías provinciales, cuyas artesanías no pudieron competir con los productos industriales importados.
En busca de crédito, el 15 de enero de 1822 Rivadavia creó el primer Banco de la Provincia de Buenos Aires, también conocido como Banco de Descuentos, una institución que rápidamente quedó en manos de comerciantes ingleses y capitalistas locales asociados a estos. Una parte importante de las acciones quedó en manos del estado provincial, pero éste tenía expresamente prohibido participar en su directorio.
También contrató el primer empréstito exterior, conocido como "Empréstito Baring", con la casa bancaria británica Baring Brothers; los fondos habían sido adquiridos para obras públicas, pero en su mayor parte terminaron siendo prestados a los comerciantes del Banco de Descuentos.
En 1826, Rivadavia –ya con el cargo de presidente– transformó el Banco de Descuentos en el Banco Nacional, con un capital formado por el aporte del Estado y por acciones que se suscribirían en todo el territorio. Sus funciones eran recibir depósitos, tomar dinero a interés, otorgar préstamos, acuñar monedas y billetes convertibles. Dado que no logró reunir el capital correspondiente, el papel moneda emitido careció de respaldo, de modo que los comerciantes –predominantemente británicos– retiraron del Banco todo el oro disponible y lo exportaron. Los gastos derivados de la guerra del Brasil llevaron al gobierno a solicitar reiteradas sumas que provocarían su ruina.

### Relaciones exteriores
Las relaciones exteriores estuvieron dominadas por las negociaciones pacíficas con España en busca del reconocimiento de la independencia de las Provincias Unidas. Tan ansioso estaba el gobierno de lograr la paz con España, que rechazó completamente toda posibilidad de colaborar política o económicamente con San Martín a completar la Independencia del Perú; por otro lado, era muy conocida la inquina que sentía el ministro Rivadavia por el general San Martín, quien, diez años antes, había derrocado al Primer Triunvirato, del cual aquél era secretario. La firma de la Convención Preliminar de Paz  con el gobierno liberal de España fue un paso importante en este sentido, pero la misma sería anulada por el rey Fernando VII tras su segundo regreso al absolutismo.
Más éxito tuvo al negociar con Gran Bretaña: a poco de llegar a la presidencia, Rivadavia lograría firmar el Tratado de Amistad, Comercio, y Navegación con ese país, cuya importancia estaba en que se reconocía la independencia de las Provincias Unidas y su existencia como nación soberana.
Desde la invasión portuguesa iniciada en 1816, ese país había controlado la Banda Oriental, que en 1822 fue incorporada al Imperio del Brasil como Provincia Cisplatina. La Guerra de Independencia y las guerras civiles habían hecho imposible su recuperación por las Provincias Unidas, pero ambas parecían terminadas en 1825. En abril de ese año se inició la expedición de los llamados Treinta y Tres Orientales, bajo el mando de Juan Antonio Lavalleja, que rápidamente controló el interior de la provincia y puso sitio a Montevideo. El Congreso de la Florida declaró la independencia de la Provincia Oriental respecto del Imperio del Brasil y su reincorporación a las Provincias Unidas. La misma fue aceptada por el Congreso Nacional el 25 de octubre.
El Imperio declaró la guerra a las Provincias Unidas, que respondieron con otra declaración equivalente el primer día de 1826. La escuadra brasileña bloqueó el Río de la Plata, causando graves daños económicos a las Provincias Unidas.

### Revolución de los Apostólicos

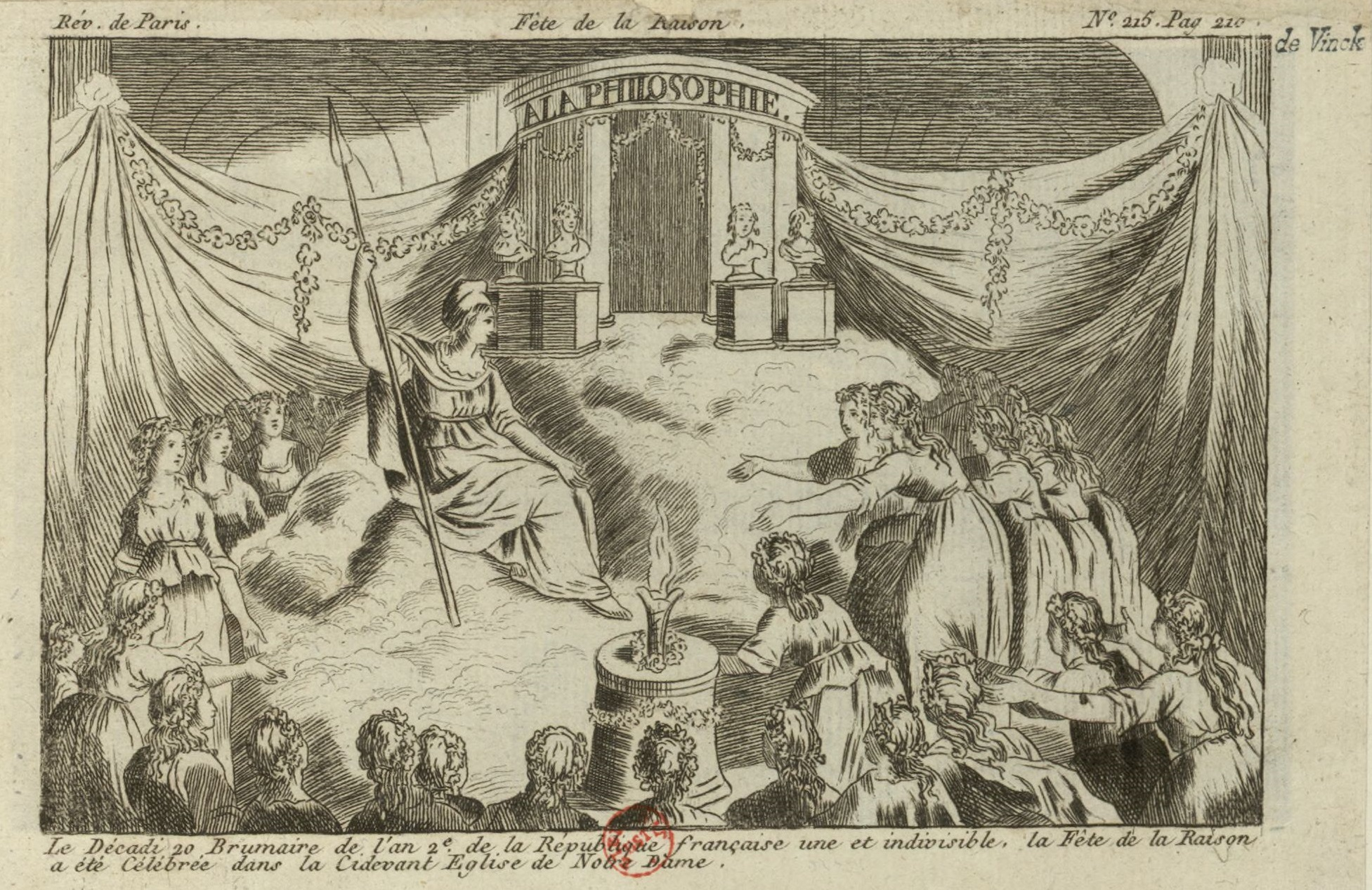
El culto de la «diosa Razón» durante la Revolución Francesa.

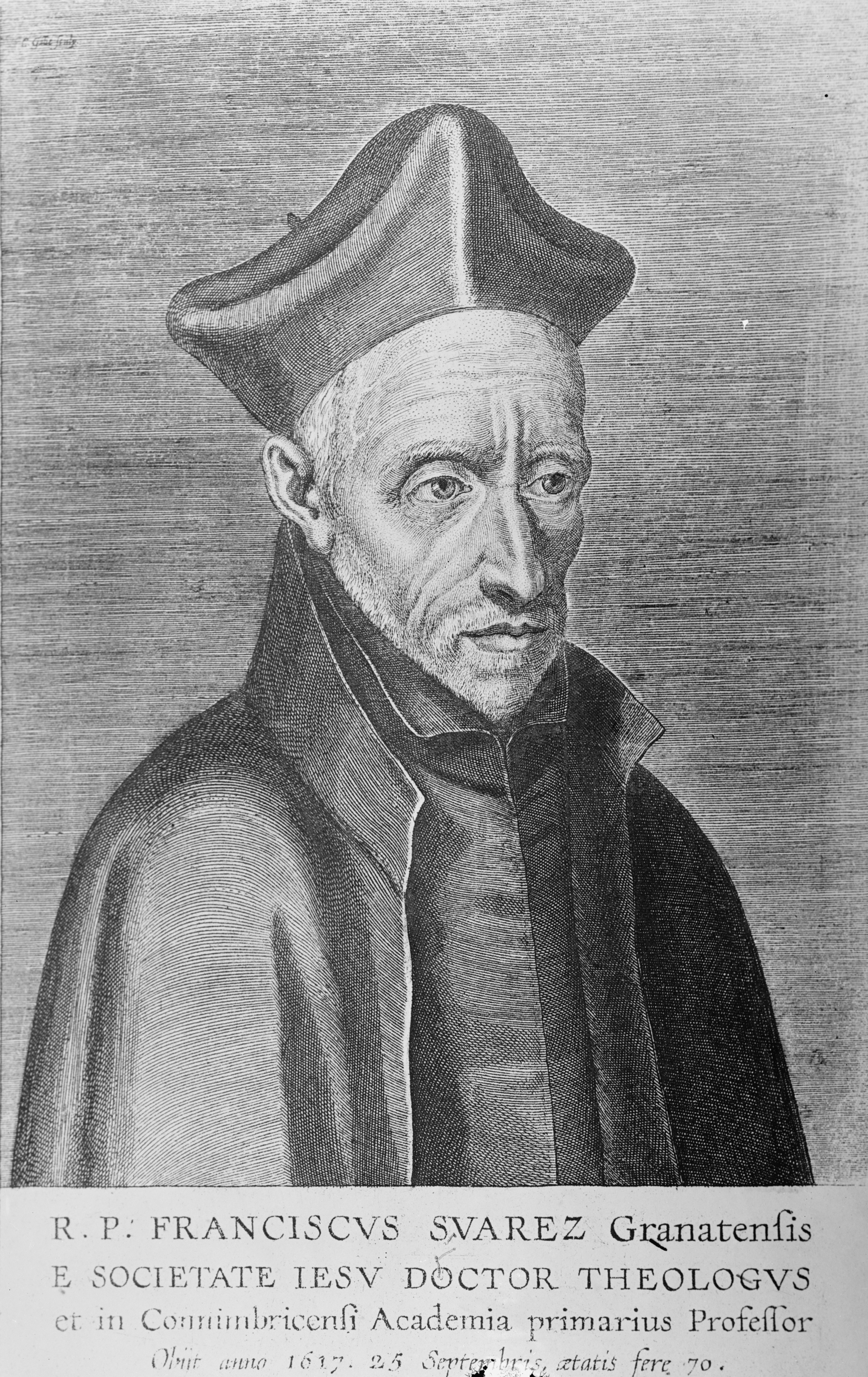
El sacerdote jesuita Francisco Suárez, de la Escuela de Salamanca.

Desde los primeros tiempos de la Argentina hubo grupos laicistas y anticatolicos liderados primero por Mariano Moreno y Juan José Castelli, pero el conflicto ocurrió entre 1820 y 1824 que gobernó Buenos Aires Martín Rodríguez, cuyo ministro Bernardino Rivadavia con el fin de incrementar las arcas del Estado firmó un empréstito con la Baring Brothers y se apoderó de todos los bienes que pertenecían a la Iglesia católica en Argentina y a las órdenes religiosas, incautó los bienes propios del Santuario de Luján, de los de la Hermandad de Caridad, del Hospital de Santa Catalina y otros.
Cabe tener en cuenta que desde su emancipación la Nación Argentina estuvo influida por dos corrientes de pensamiento distintas:
1) La racionalista, laicista e iluminista de Voltaire que sustentó la filosofía política de la Revolución Francesa y que influyó por ejemplo en el Dean Funes en Córdoba.
2) Otra anterior, de inspiración cristiana, influida, por un lado, por la doctrina del sacerdote jesuita Francisco Suárez, de la Escuela de Salamanca, que pregonó que la autoridad es dada por Dios pero no al rey sino al pueblo que fue aprendida en la Universidad de Charcas por los principales patriotas que impulsaron la Revolución de Mayo; y por otro, por el ejemplo de la Revolución Americana que, aunque tuvo otros orígenes, su lema nacional es In God we trust (en inglés: «En Dios confiamos»).
Bernardino Rivadavia era católico pero había adoptado las ideas regalistas de Europa y quiso aplicarlas en el país. Esta doctrina sostenía que no existía un Iglesia Universal regida por el Papa sino que existían comunidades nacionales de fieles a los cuales el gobierno podía dirigir. Rivadavia contó con el apoyo de algunos sacerdotes como Valentín Gómez, Gregorio Funes, Julián Segundo de Agüero y otros.
El 1 de julio de 1822, Rivadavia publicó una serie de decretos reformistas, que fueron completados seis meses más tarde por la ley de la Cámara de Representantes que dictó, el 21 de diciembre, la "Ley de Reforma General".
Estas resoluciones afectaban principalmente a las órdenes religiosas, cuyos miembros eran considerados más adictos a la Santa Sede que los sacerdotes del clero secular.
Algunas medidas fueron:

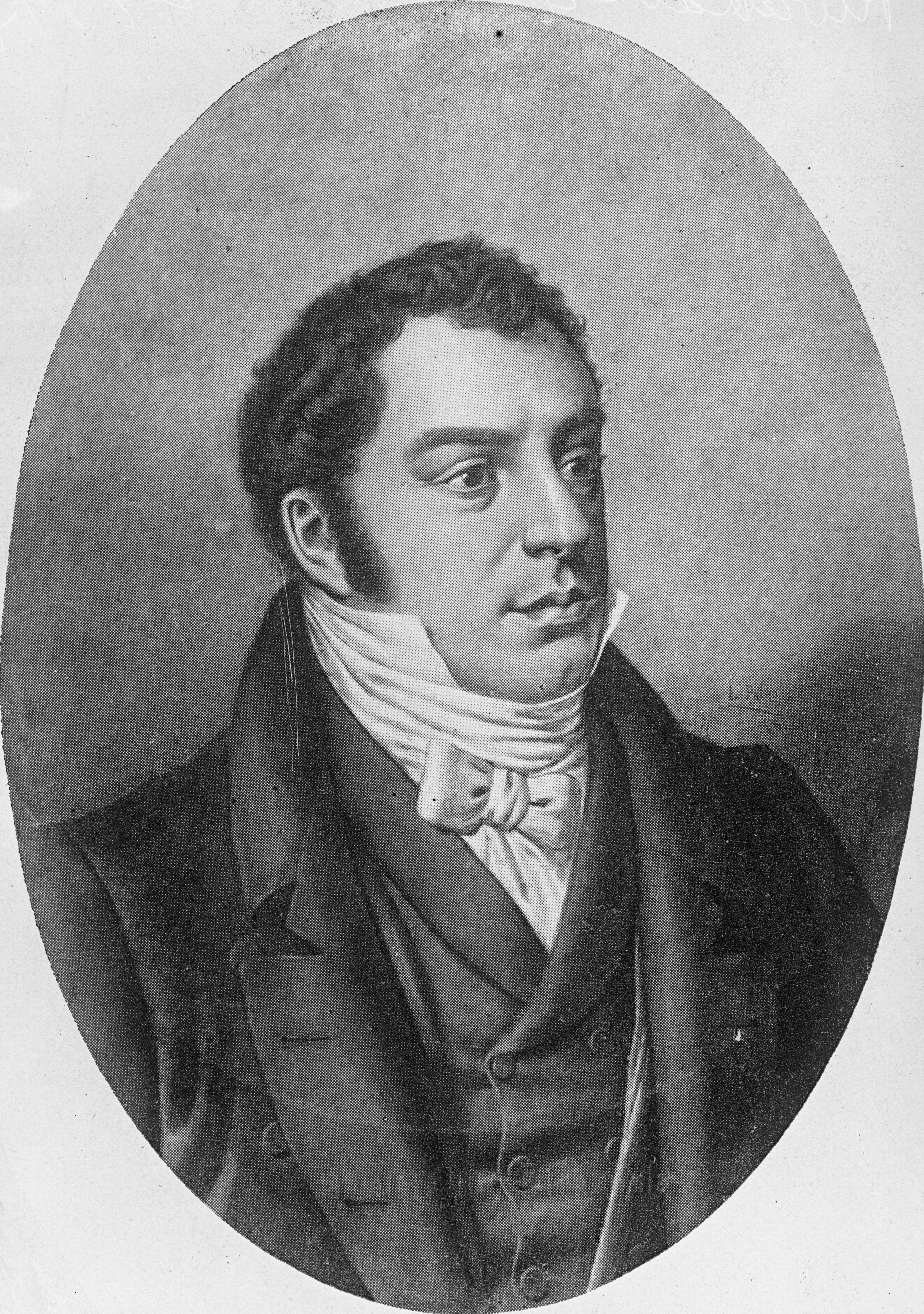
Bernardino Rivadavia.

- El Gobierno decretó el cierre de varios conventos, como los de los Bethlemitas, Recoletos y Mercedarios; al mismo tiempo se apoderó de todos los bienes que pertenecían a estas órdenes religiosas.
- El Gobierno incautó los bienes propios del santuario de Luján, de los de la Hermandad de Caridad, del Hospital de Santa Catalina y otros.
- El gobierno tomó sobre sí la responsabilidad de dar permisos para abandonar el estado religioso a quienes así lo deseaban.
- Se declararon suprimidos los diezmos, impuesto tradicional que servía para el sostenimiento del clero.
- No podría haber convento con más de 30 religiosos ni con menos de 16, bajo la pena de supresión y confiscación de bienes.
- Ningún religioso podría pronunciar sus votos de consagración perpetua antes de lo 25 años de edad.
- No se reconocería la existencia de ninguna autoridad religiosa que residiera fuera del país y pretendiera tener poder sobre el clero secular y regular[104]

Los despojos arbitrarios y unilaterales de la administración rivadaviana junto con el rol de la Iglesia Católica en la génesis de la nacionalidad argentina son causa de la reparación histórica que fundamenta el actual sostenimiento del culto católico en la Argentina, reglamentado por la Ley 21.540 sobre la "Asignación a determinados dignatarios pertenecientes al Culto Católico Apostólico Romano".
La reforma desató una verdadera guerra periodística. Por un lado Juan Cruz Varela y Florencio Varela defendían la posición del Gobierno en "El Centinela" y "El Lobera del Año XX". Por el otro fray Cayetano Rodríguez y fray Francisco de Paula Castañeda atacaban vigorosamente a Rivadavia. El Gobierno decidió exiliar a Castañeda a Carmen de Patagones, pero el fraile escapó a Montevideo. El presbítero Mariano Medrano –Vicario Provisorio de la Santa Sede al haber quedado vacante el puesto de obispo de Buenos Aires desde 1812– se opuso enérgicamente a las reformas rivadavianas.
Entre los opositores más prominentes a las políticas de Rivadavia se encontraba el fraile Francisco de Paula Castañeda periodista y escritor satírico que le dedicó a Rivadavia las siguientes líneas:

No hay provenir maravilloso

ni otro contenido más delicado

que librarse del Sapo del Diluvio

El Sapo es Rivadavia o Rivaduvio

o el Robespierre el renegado

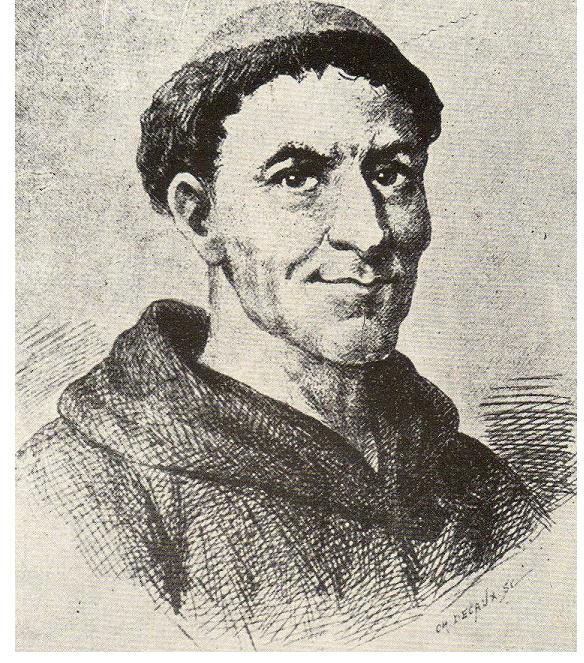
Francisco de Paula Castañeda.

El 19 de marzo de 1823 estalló la "Revolución de los Apostólicos" en defensa de los bienes de la Iglesia católica en Argentina encabezada por Gregorio García de Tagle, una reacción bien organizada contra las "reformas" del ministro Bernardino Rivadavia, en la que participaron ilustres ciudadanos como Domingo Achega, Mariano Benito Rolón, Ambrosio de Lezica (padre). Tuvo apoyo de muchos descontentos, además de frailes y curas, pero fracasó después de varias horas de lucha. Las fuerzas gubernamentales dispersaron rápidamente a la manifestación, y la mayoría de los líderes fueron capturados, ejecutados o castigados con dureza. 
Tagle logró escapar a Montevideo que estaba en poder del Reino Unido de Portugal, Brasil y Algarve, con ayuda de Dorrego (el mismo a quien había desterrado injustamente en 1816 a España). El coronel José María Urien y el capitán José Benito Peralta fueron ejecutados, pero el juicio fue suspendido y sus documentos destruidos por orden de Rivadavia.
Tagle fue arrestado en Montevideo, que era entonces la capital de la Provincia Cisplatina, gobernada entonces por el vizconde de la Laguna Carlos Federico Lecor, que tardaría meses en liberarlo. Y Bernardino Rivadavia fue nombrado  Presidente  de las Provincias Unidas del Río de la Plata por el Congreso General de 1824.

### El Congreso General Constituyente
La finalidad del Congreso era sancionar una constitución, pero la discusión sobre este punto se tornó lenta y los acontecimientos forzaron a otras acciones previas. La primera iniciativa importante fue la "Ley Fundamental", por la que se reconocía la vigencia de las instituciones de cada provincia hasta la sanción de la Constitución y creó un Poder Ejecutivo Nacional Provisorio, que recaería sobre el gobernador de Buenos Aires; entre sus funciones estaba la de encargado de relaciones exteriores.
Poco después se desató la crisis por la expedición de los Treinta y Tres Orientales, que llevaría a la Guerra del Brasil. El Congreso llevó adelante la postura belicista que promovía la mayor parte de la opinión pública, en contra de los deseos de algunos dirigentes que se oponían a ella; especialmente, del ministro García. La tensión con el Imperio del Brasil planteó la necesidad de establecer urgentemente un gobierno nacional capaz de conducir el conflicto internacional.
En febrero de 1825, tras una maniobra urdida por Rivadavia –por la cual Buenos Aires duplicó su representación en el Congreso antes que las demás provincias pudieran elegir sus nuevos diputados– fue sancionada la Ley de Presidencia, que creaba un Poder Ejecutivo Nacional Permanente, con el título de Presidente de las Provincias Unidas del Río de la Plata, designado por el Congreso. Para el cargo fue nombrado Bernardino Rivadavia, que asumió la presidencia el 7 de febrero de 1826, llevando consigo un proyecto fuertemente centralizador.
Durante los meses siguientes, Rivadavia tomó la iniciativa en todas las leyes relevantes, que fueron aprobadas con poca oposición en el Congreso. Un ejemplo especialmente notable fue la sanción de la Ley de Capitalización.
La discusión sobre la constitución se hizo larga y compleja; el coronel Manuel Dorrego lideró la postura federal en el Congreso, en oposición a la postura unitaria de los representantes porteños. En diciembre de 1826 se sancionó una Constitución Nacional, de carácter fuertemente centralista.

### Guerras civiles en el interior

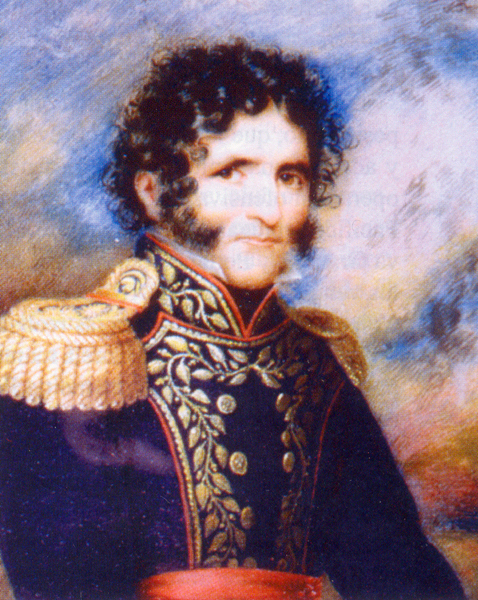
Facundo Quiroga.

La elección del residente provocó fuerte oposición en el interior, ya que se estaba violando la Ley Fundamental, en cuanto ésta había establecido que toda innovación institucional sería posterior a la sanción de una Constitución. En respuesta a estas objeciones, el diputado Agüero anunció que el gobierno y el Congreso harían la unidad, "aunque hubiera que lograrla a palos".
Además del fuerte rechazo generado en las provincias por el centralismo de Rivadavia, su regalismo y tolerancia religiosa –interpretadas como anticlericalismo– le ganó aún más oposición. Un caso extremo se dio en la provincia de San Juan, donde el gobernador Salvador María del Carril fue derrocado debido a la sanción de la Carta de Mayo, de características liberales, en julio de 1825.
Otro tipo de conflicto separaba al gobierno de Rivadavia de Facundo Quiroga, comandante de armas de La Rioja y principal accionista de una empresa que pretendía explotar las minas de Famatina, principal riqueza minera de su provincia, y el presidente Rivadavia era el gestor de una empresa rival, a la cual adjudicó –en su carácter de presidente de la República– los derechos exclusivos sobre los mismos yacimientos.
Un conflicto interno en la provincia de Catamarca fue resuelto por la mediación de Quiroga; cuando el general Manuel Antonio Gutiérrez violó los términos del acuerdo, Quiroga apoyó militarmente a Marcos Figueroa, que se hizo nombrar gobernador. En Tucumán, el coronel Gregorio Aráoz de Lamadrid –enviado por Rivadavia a reunir el contingente militar que debía participar en la Guerra del Brasil– derrocó al gobernador Javier López en venganza por la muerte de su pariente Bernabé Aráoz y lo expulsó tras una sangrienta batalla. A continuación avanzó hasta Catamarca, expulsando a Figueroa.
En respuesta, Quiroga ocupó Catamarca, y el 27 de octubre de 1826 derrotó en la  batalla de El Tala a Lamadrid, que –seriamente herido– fue dado por muerto. Poco después, el caudillo mendocino José Félix Aldao lograba hacer elegir un gobernador federal en San Juan, y Quiroga residió allí unos meses.
Estando en San Juan, Quiroga recibió la comunicación de la sanción de la constitución unitaria, que daba al presidente la autoridad para dirigir la política de cada provincia sin consultar los intereses locales. Quiroga la rechazó sin trámite alguno; las otras provincias también rechazaron la constitución, que solamente fue acatada en Salta.

### Guerra del Brasil

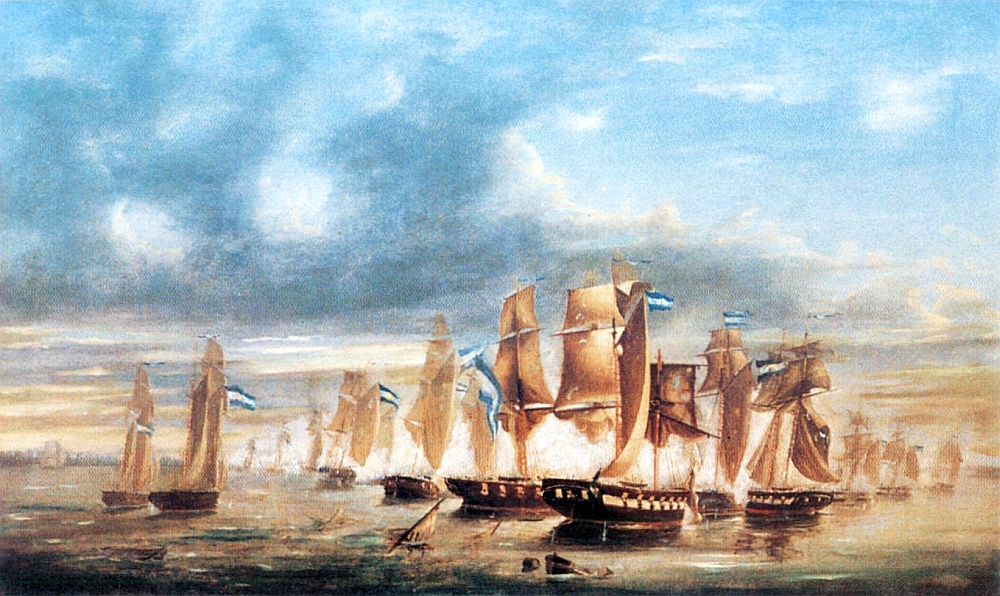
La Batalla de Juncal.

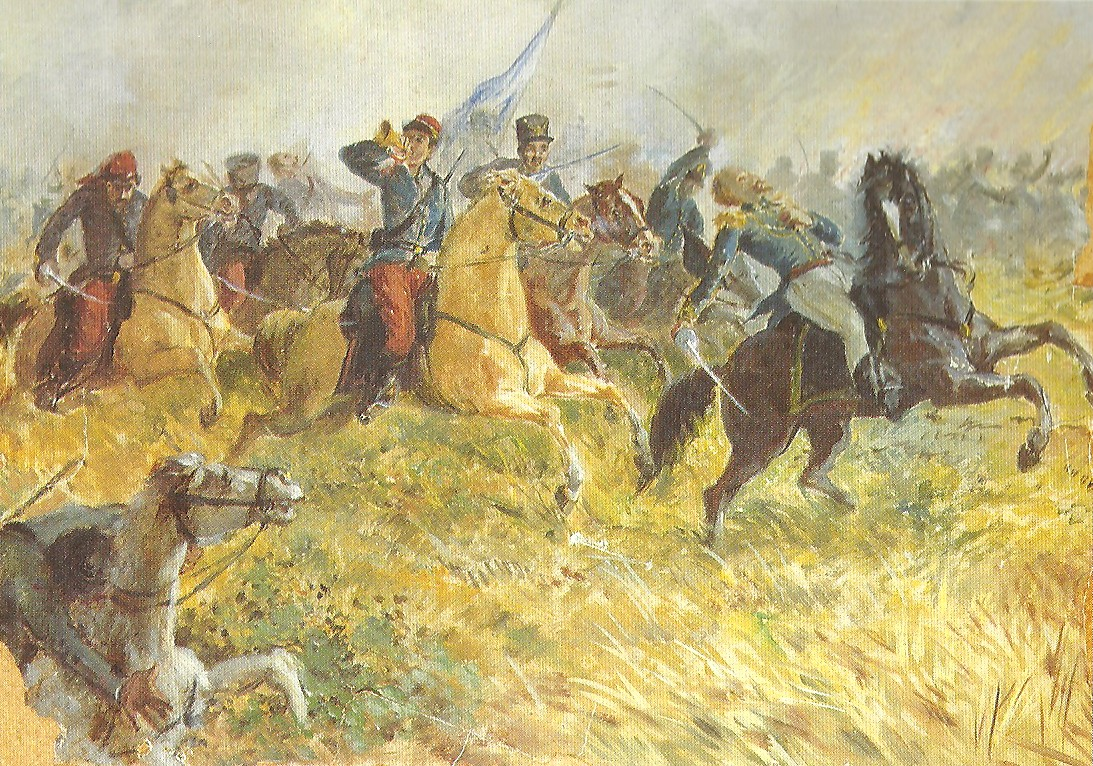
Batalla de Ituzaingó.

El bloqueo naval brasileño fue respondido por las Provincias Unidas principalmente en forma de guerra de corso, más algunas acciones navales exitosas, en particular la Batalla de Juncal.
En tierra, se lanzó un ataque militar masivo a la provincia de Río Grande; allí lograron una completa victoria en la Batalla de Ituzaingó, pero la falta de recursos impidió definir la contienda, tanto por tierra como por mar.
Ante el estancamiento militar, la guerra civil en el interior y los daños económicos sufridos –especialmente por Buenos Aires– y sometido a la permanente presión británica, Rivadavia envió a Manuel José García a gestionar la paz. Contrariando sus instrucciones, García firmó una Convención Preliminar, por el cual reconocía la soberanía del Imperio sobre la Banda Oriental y se comprometía a pagar indemnizaciones de guerra al Brasil.
Al conocerse el "tratado deshonroso" firmado por García, la indignación estalló en Buenos Aires. El presidente rechazó el convenio, pero igualmente fue responsabilizado por el mismo, por lo cual terminó por renunciar el 26 de junio de 1827.

### Final de la presidencia y disolución del Congreso
El Congreso aceptó la renuncia de Rivadavia y nombró a Vicente López y Planes como presidente provisorio y restableció las instituciones de la provincia de Buenos Aires. En las subsiguientes elecciones triunfó el Partido Federal, que eligió gobernador a Manuel Dorrego. López presentó su renuncia y el Congreso decidió su propia disolución.
Poco después de la caída de Rivadavia, Lamadrid, repuesto de sus heridas, dirigió dos invasiones hacia Santiago del Estero, pero fue derrotado en ambos casos; su aliado, el general Arenales, gobernador de Salta, fue derrocado por Francisco Gorriti y reemplazado por el hermano de éste, José Ignacio de Gorriti.
Tras el segundo fracaso de Lamadrid en Santiago del Estero, Quiroga marchó hacia la capital tucumana y lo derrotó en la batalla de Rincón de Valladares, en julio de 1827. Quiroga ocupó la provincia hasta principios del año siguiente, asegurando el predominio federal en todas las provincias de Cuyo y del norte, con la única excepción de Salta, que no se atrevió a enfrentarlo.

## Inestabilidad y guerras civiles (1827-1835)

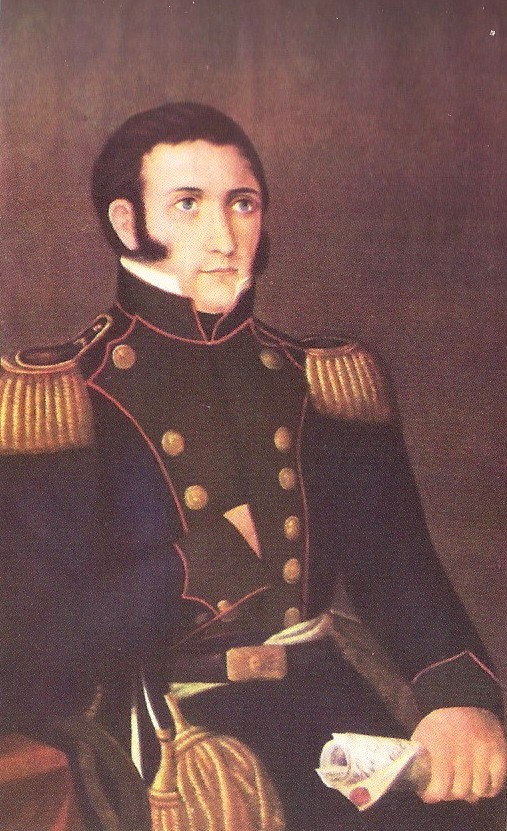
Manuel Dorrego.

### Dorrego
Dorrego era un federal porteño con ideas muy democráticas para la época. Tenía el apoyo de las clases medias y bajas y de los productores rurales, pero también la oposición de los unitarios, las clases altas y los intelectuales.
A fines de 1827, el triunfo del partido federal era prácticamente total. Dorrego envió misiones a las provincias para restablecer la unidad interior y lograr un acuerdo sobre la organización federal; se suscribieron Córdoba, Santa Fe y Entre Ríos, que le delegaron las dos atribuciones que quedaban de un gobierno nacional: la responsabilidad por lo que quedaba del ejército en campaña en la guerra con el Brasil –que áun no había terminado– y las relaciones exteriores de todas ellas, incluida la capacidad de decidir sobre las relaciones de paz y de guerra. Era un rudimento de gobierno nacional, limitado a sus funciones mínimas en lo que respecta a las relaciones exteriores. Las provincias conservaron su autonomía casi absoluta, comprometiéndose a contribuir en la guerra con el Brasil, reconocer la integridad nacional y a enviar diputados a una Convención Nacional que se reuniría en Santa Fe.
La Convención tenía por objetivo crear un poder ejecutivo interino para manejar las relaciones exteriores, decidir la guerra o la paz y establecer las bases para un Congreso Constituyente. Sin embargo, la Convención –que se reunió en Santa Fe en 1828– no trató los temas propuestos y se limitó a aprobar las gestiones de Dorrego respecto de la Banda Oriental, sin tomar ninguna medida de trascendencia a escala nacional.
Ante la necesidad de reactivar la Guerra contra el Brasil, Dorrego apoyó la conquista por parte de Fructuoso Rivera de las Misiones Orientales, un territorio que había pertenecido al Virreinato del Río de la Plata. Pero la misma no tuvo efecto sobre el Imperio, que continuó su bloqueo del Río de la Plata. Por su parte, el embajador británico John Ponsonby dirigió una serie de presiones financieras de parte de los comerciantes británicos que formaban el directorio del Banco de Descuentos sobre Dorrego. De modo que éste –ya sin opciones militares ni políticas– envió a Tomás Guido y Marcos Balcarce a Río de Janeiro, donde el 27 de agosto de 1828 firmaron la Convención Preliminar de Paz, por la que reconocía la Independencia de la Banda Oriental como Estado Oriental del Uruguay.
Las consecuencias políticas del tratado fueron nefastas para Dorrego, ya que se lo responsabilizó por pérdida de la Banda Oriental. El partido unitario desató una campaña en la prensa para desprestigiarlo y comenzó a idear una revolución para expulsarlo del gobierno.
Los unitarios, dirigidos por Agüero, del Carril y Varela, lograron comprometer a dos jóvenes generales del ejército: Juan Lavalle -porteño- y José María Paz -un cordobés que había integrado desde su adolescencia el Ejército del Norte. De acuerdo con los planes unitarios Lavalle debía imponerse en Buenos Aires y el litoral y Paz en el interior. Ambos derrotarían a los caudillos federales e impondrían una organización constitucional centralizada.

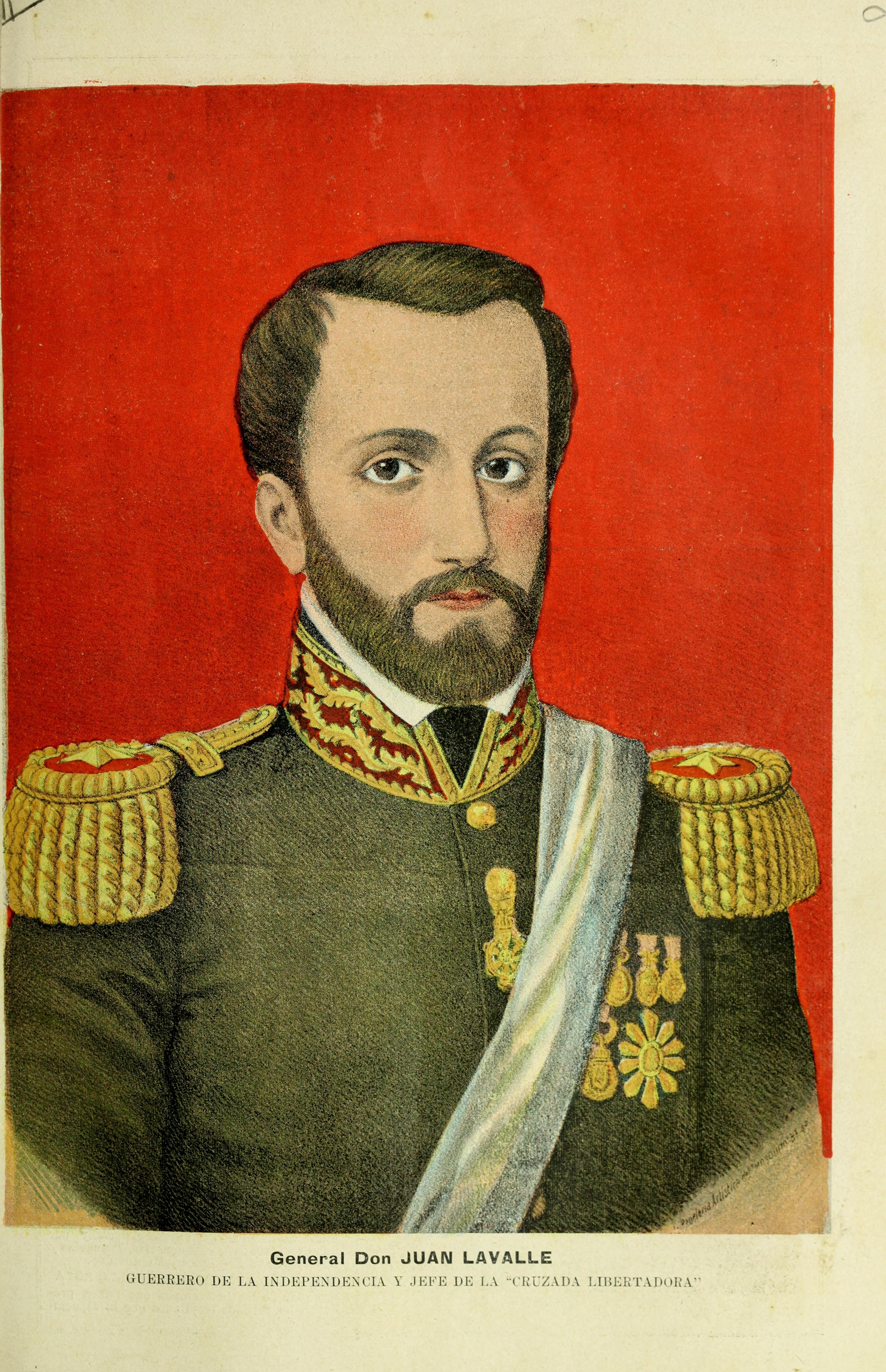
Juan Lavalle.

### Gobierno de Lavalle y nueva guerra civil
El 1° de diciembre de 1828 estalló el golpe de Estado en Buenos Aires: las fuerzas de Lavalle avanzaron sobre el centro de la ciudad. Dorrego, carente de fuerzas, huyó a la campaña y en Cañuelas se reunió con Juan Manuel de Rosas, comandante general de la campaña.
Lavalle fue nombrado gobernador al margen de las leyes vigentes. Inmediatamente salió a la campaña y derrotó a Dorrego en Navarro el 9 de diciembre. Rosas se dirigió a Santa Fe, en busca del apoyo de Estanislao López, pero Dorrego no quiso abandonar la provincia. Traicionado por sus propias fuerzas, el gobernador fue entregado a Lavalle, en el campamento de Navarro. El 13 de diciembre fue fusilado sin juicio previo, por orden del jefe unitario, quien asumió la responsabilidad por el hecho. Lejos de terminar con el federalismo, el asesinato de Dorrego daría inicio a una larga guerra civil, que alcanzaría a casi todo el país.
La Convención Nacional declaró fuera de ley el gobierno de Lavalle, mientras López y Rosas asumieron la jefatura del ejército federal que debía operar en Buenos Aires.
Lavalle invadió Santa Fe antes de la organización definitiva de las tropas federales. López, conocedor del terreno, eludió el combate y agotó a las tropas unitarias en marchas y contramarchas, que finalmente debieron regresar a Buenos Aires. Mientras tanto, en el interior de esta provincia se generalizaba un alzamiento de gauchos del campo, que enfrentaron a los jefes unitarios y los vencieron repetidamente, obligándolos a encerrarse en las inmediaciones de la capital.
López y Rosas salieron en persecución de Lavalle, derrotándolo el 26 de abril de 1829 en la batalla de Puente de Márquez, y poniendo sitio a Buenos Aires. Lavalle, reducido a la ciudad, dispuso la prisión de sus enemigos políticos y organizó la defensa mediante el servicio militar obligatorio, aun para los extranjeros. Esta medida provocó la intervención de la división naval francesa en el Río de la Plata, en defensa de los ciudadanos franceses, que incluyó la captura de varios buques.
La impopularidad del movimiento unitario comenzó a manifestarse en Buenos Aires. El desorden se apoderó de la administración; el sitio de la ciudad paralizó el comercio e interrumpió las relaciones con el interior. De modo que Lavalle, sin esperanzas de romper el cerco, buscó una solución negociada. Algunos unitarios, disconformes, emigraron; entre ellos Rivadavia y Agüero. La retirada de López a su provincia para evitar la acción de Paz, dejó al ejército federal bajo la jefatura de Rosas.
Después de algunas mediaciones fracasadas, Lavalle se entrevistó con Rosas en el campamento de éste. Como consecuencia, el 24 de junio de 1829 se firmó el Pacto de Cañuelas, por el cual Lavalle se comprometió a llamar a elecciones para integrar la Junta de Representantes, la que designaría al futuro gobernador.
Los unitarios no acataron lo acordado por Lavalle. Fortalecidos por el triunfo de Paz en Córdoba, decidieron presentarse en las elecciones con una lista opositora que triunfó. Lavalle anuló las elecciones y firmó con Rosas la Convención de Barracas, del 24 de agosto de 1829, por el cual se nombraba gobernador interinamente al general Juan José Viamonte, que debía convocar a la legislatura depuesta el 1 de diciembre anterior. Pocas semanas más tarde, Lavalle emigraba al Uruguay.

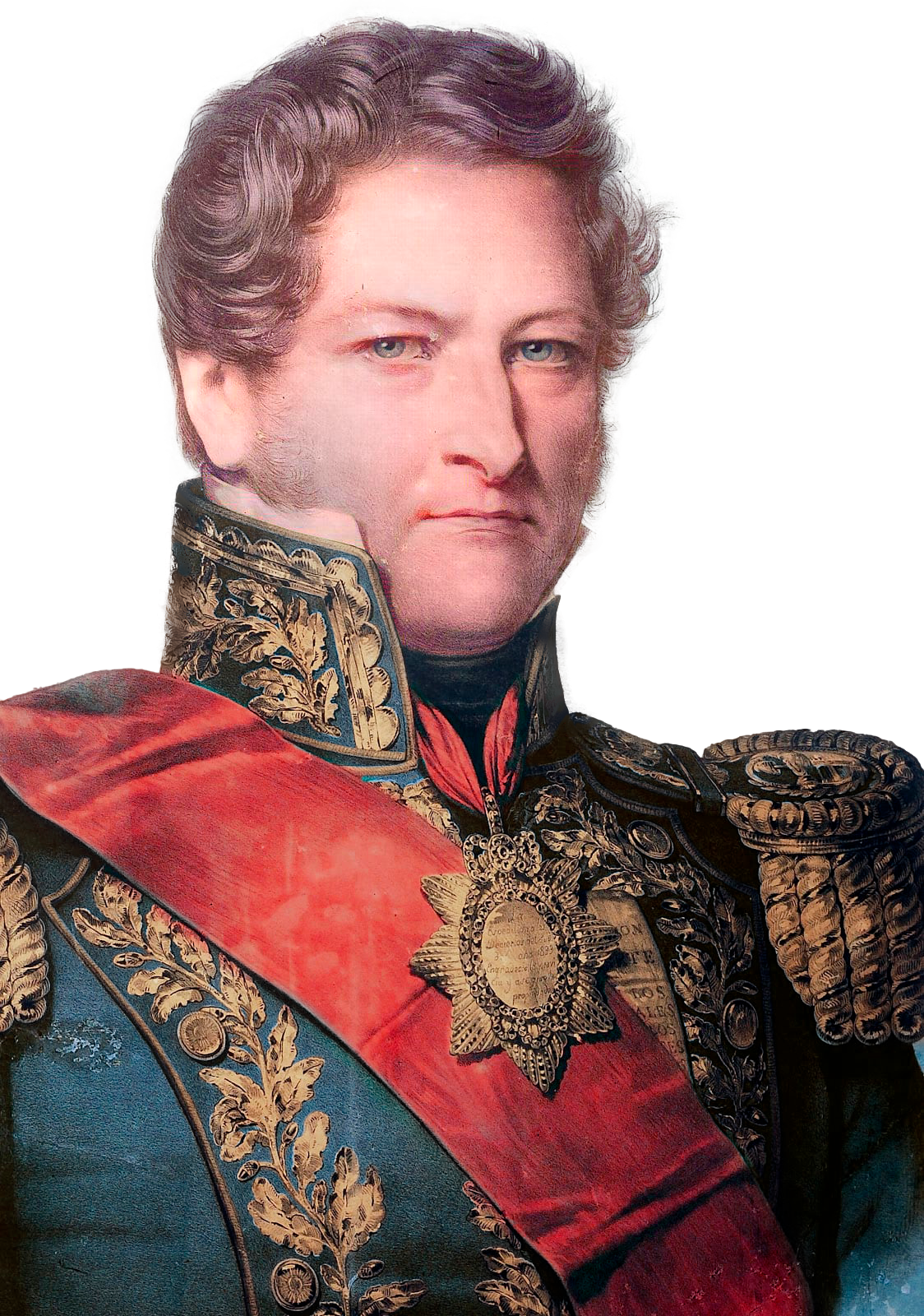
Juan Manuel de Rosas, gobernador de la Provincia de Buenos Aires.

### Primer gobierno de Rosas
El 1 de diciembre, exactamente un año después del golpe de estado de Lavalle, la Sala de Representantes volvió a funcionar. Pocos días después, ésta elegía gobernador titular a Juan Manuel de Rosas, al que –en vista de la situación bélica que se vivía– se le acordaron "todas las facultades ordinarias y extraordinarias que creyera necesarias, hasta la reunión de una nueva legislatura" de gobierno. No fue una situación excepcional: desde el Primer Trunvirato en adelante, varios gobiernos nacionales habían asumido los tres poderes. La misma Sala de Representantes se las había conferido a Manuel de Sarratea y a Rodríguez en 1820, Lavalle las había ejercido de hecho, y a Viamonte les habían sido conferidas por la Convención de Barracas. También gobernaron con facultades extraordinarias los gobernadores de muchas otras provincias en los años siguientes.
Además se le otorgaba a Rosas el título de "Restaurador de las Leyes e Instituciones de la Provincia de Buenos Aires".
Rosas asumió el gobierno provincial el 6 de diciembre. Su primera acto de gobierno fue el pomposo traslado de los restos de Dorrego a la capital, con lo que se captó la voluntad del pueblo humilde de la ciudad, al que sumó la influencia que ya tenía sobre la población rural.
En los meses siguientes, las provincias del Litoral le confirieron a Rosas la delegación de las Relaciones Exteriores de todas ellas –tal como lo habían hecho antes con Las Heras y Dorrego– por lo cual cualquier tratado con otro país, conflicto externo y cualquier acuerdo comercial era decidido y negociado por él.
Pese a las promesas de respetar al partido vencido, Rosas impuso gradualmente la supremacía de la alianza que lo había llevado al poder, que se adjudicaría el nombre de Partido Federal. Removió de sus cargos militares a los funcionarios públicos, militares y eclesiásticos que habían participado en el golpe de estado y la dictadura de Lavalle. También estableció una severa censura contra los periódicos que habían apoyado a Lavalle, que extendería a cualquiera que cuestionara sus propios actos de gobierno.
Más tarde haría obligatorio el uso de la divisa punzó a todos los militares y empleados públicos, de modo que se identificara al Partido Federal con el Estado.

### Guerra civil (1829-1831)
Al mando del segundo cuerpo de ejército, el general José María Paz había llegado desde la Banda Oriental a Buenos Aires a comienzos de 1829, pero no pudo acordar una acción conjunta con Lavalle. Siguió camino a Córdoba, venció a Bustos en la batalla de San Roque el 23 de abril y marchó sobre la ciudad, donde fue designado gobernador.
Bustos pidió ayuda a Facundo Quiroga, que invadió Córdoba en el mes de junio y capturó la capital, pero poco después fue derrotado en la batalla de La Tablada, por lo que debió regresar a su provincia para reorganizar sus fuerzas. Las fuerzas de Paz llevaron adelante una violenta campaña contra los grupos federales de las sierras, mientras unitarios y federales luchaban por el control de las provincias andinas.
Una vez vencidos los opositores en sus provincias, Quiroga y Aldao invadieron nuevamente Córdoba, pero fueron totalmente derrotados en la  batalla de Oncativo, el 25 de febrero de 1830. Quiroga huyó a Buenos Aires, Aldao fue tomado prisionero y Bustos se refugió en Santa Fe, donde moriría poco después.
Paz envió fuerzas unitarias a controlar todas las provincias que habían seguido a Quiroga, donde desplazaron a los federales del gobierno. Varios de los jefes de esas fuerzas ocuparon el cargo de gobernadores provinciales.
Mediante los tratados de julio y agosto de 1830, las provincias del interior –Córdoba, Tucumán, Salta, Mendoza, San Juan, San Luis, La Rioja, Santiago del Estero y Catamarca– firmaron un tratado por el que integraron la Liga del Interior, una alianza ofensiva-defensiva con el propósito de organizar constitucionalmente la Nación. Si bien se mencionaba la reunión de un congreso y una constitución, por el momento se otorgaba todo el poder militar y político a Paz y se dejaba para el futuro la decisión acerca de sancionar una nueva constitución o poner en vigencia la de 1826. La Liga no proponía un sistema político; aunque parecía inclinarse hacia la forma unitaria, era opuesta a la hegemonía de Buenos Aires.
Ante el ascenso de Paz en el interior, Santa Fe, Entre Ríos y Buenos Aires firmaron el Pacto Federal del 4 de enero de 1831, al que poco después se uniría Corrientes. Establecía una alianza defensiva-ofensiva, libre tránsito de personas y comercio y la creación de una Comisión Representativa de los gobiernos de las provincias litorales, compuesta por un representante de cada una de ellas, que residiría en Santa Fe. La misma tenía las atribuciones de celebrar tratados de paz, declarar la guerra e invitar a las demás provincias a unirse por medio de un congreso que organizase la administración general del país bajo el sistema federal.
La Comisión declaró la guerra a Paz y nombró a López jefe de las fuerzas que debían enfrentarlo. Las acciones contra Paz se iniciaron simultáneamente en diversos frentes: en febrero de 1831 Quiroga invadió Córdoba, ocupando Río Cuarto y San Luis. Tras la batalla de Rodeo de Chacón ocupó Mendoza, San Juan y La Rioja. Aunque rehuyendo un combate abierto frente a su exitoso enemigo, López hostilizó con fuerzas montoneras el límite este de Córdoba y montoneras federales ocuparon gradualmente el interior de la provincia; mientras inspeccionaba el frente, Paz cayó prisionero de una partida federal el 11 de mayo.
Al frente de la Liga quedó el general Lamadrid, que prefirió retroceder hacia Tucumán. Esa maniobra causó la pérdida de Santiago del Estero y Catamarca sin lucha, con lo que el ejército unitario quedó dueño sólo de Tucumán, donde fue derrotado por Quiroga en la batalla de La Ciudadela, del 4 de noviembre. Lamadrid huyó a Bolivia y Salta se rindió sin luchar.
Terminada la guerra, el federalismo se impuso en todo el país, bajo la dominación de tres dirigentes de prestigio interprovincial: López, Quiroga y Rosas. Facundo Quiroga logró imponer gobiernos adictos o aliados en casi todas las provincias del interior, pero perdió su influencia en Córdoba, donde asumió José Vicente Reinafé, que respondía a Estanislao López. Los recelos entre éstos favorecieron a Rosas, que los aprovechó para extender los conflictos al seno de la Comisión Representativa, la que fue rápidamente disuelta.
Es que Rosas consideraba inútil sancionar una constitución federal antes de consolidar la organización interna de las provincias. Por otro lado, su provincia –y él mismo– se beneficiaban de una indefinición legal que permitía a Buenos Aires retener la hegemonía y la totalidad de los ingresos de la Aduana porteña, la única que comerciaba directamente con el exterior.

### Gobiernos de Balcarce, Viamonte y Maza
Terminado su período de gobierno el 5 de diciembre de 1832, Rosas fue reelegido, pero, al no serle renovadas las facultades extraordinarias, renunció en forma indeclinable. Fue sucedido por el general Juan Ramón Balcarce.
Inmediatamente Rosas emprendió la llamada campaña al desierto en territorios del sur de la provincia de Buenos Aires ocupados por tribus aborígenes con el fin de incorporar tierras para la ganadería y acabar con los malones que asolaban la frontera. Mientras simultáneamente se realizaban campañas desde Mendoza, Córdoba y San Luis, con resultados muy limitados, la columna de Rosas llegó hasta el Río Negro, incorporando 2900 leguas cuadradas de terreno y reduciendo la acción de los indígenas, lo que le permitió a Rosas ganar prestigio político y el apoyo de los hacendados y de la población de la campaña.
Durante el gobierno de Balcarce se produjo una división en el partido federal porteño entre los apostólicos –partidarios de un gobierno fuerte que apoyara a Rosas– y los cismáticos o doctrinarios –que aspiraban a la organización constitucional de la provincia evitando la concentración del poder. En octubre de 1833 estalló la Revolución de los Restauradores: se había anunciado un juicio al periódico El restaurador de las leyes, y los seguidores de Rosas fomentaron la confusión entre el nombre del periódico y el título honorífico usado por el general. El 11 de octubre estalló una revolución popular, apoyada por la esposa de Rosas, Encarnación Ezcurra y por parte del ejército, que sitió la ciudad y causó la renuncia de Balcarce, que fue aceptada el 3 de noviembre.
El sucesor de Balcarce fue el general Juan José Viamonte, más cercano a Rosas, pero no lo suficiente como para contar con su apoyo. Ni siquiera la expulsión de Rivadavia –que pretendió regresar al país– le ganó su confianza.
Por su parte, Encarnación Ezcurra organizó la Sociedad Popular Restauradora –organismo integrado por federales apostólicos– con el objeto de apoyar a Rosas y presionar a sus opositores. Sus integrantes pertenecían inicialmente a la clase media, pero posteriormente se incorporaron a la misma miembros de las clases adineradas. Tuvieron una aceitada relación con una organización parapolicial, la Mazorca, que servía de grupo de choque y presión por medio del terrorismo. La seguridad de quienes no se mostraran como incondicionales de Rosas era muy poca; de modo que los federales doctrinarios comenzaron a emigrar.
Viamonte renunció en 1834, y la Sala de Representantes ofreció la gobernación a Rosas, pero éste no aceptó. De acuerdo a las leyes vigentes, debió hacerse cargo del gobierno el presidente de la Sala, Manuel Vicente Maza, un amigo personal de Rosas que se dejó guiar por éste sin limitaciones.

### Ocupación británica de las Malvinas
Las islas Malvinas habían adquirido importancia como punto de recalada. España, descubridora del archipiélago, había mantenido una población, pero ésta había sido evacuada como consecuencia de la guerra de la Independencia. En 1820 Martín Rodríguez tomó posesión de las islas y en 1829 Lavalle emitió un decreto que proclamaba los derechos argentinos sobre las islas, nombrando a Luis Vernet comandante político y militar. Un grupo de colonos se estableció en las islas, dedicados a la explotación del ganado existente y la pesca.
Cuando Vernet exigió el pago de derechos de pesca a las naves extranjeras, la fragata norteamericana USS Lexington –como represalia– en 1831 saqueó Puerto Soledad y apresó a los pobladores. El reclamo argentino fue rechazado, por lo que el cónsul estadounidense fue expulsado de Buenos Aires, interrumpiéndose las relaciones diplomáticas.
Gran Bretaña, interesada en las islas, aprovechó el momento para ocuparlas. La fragata inglesa HMS Clio se presentó en Puerto Soledad e intimó a la rendición. Así, en 1833 los británicos, cuyas fuerzas eran muy superiores, tomaron posesión de las islas sin combatir. Los reclamos de Buenos Aires no obtuvieron respuesta satisfactoria alguna; sin embargo, las relaciones diplomáticas y comerciales no se interrumpieron.

### Guerra civil en el Norte y asesinato de Quiroga
Durante los años que siguieron a la derrota unitaria, las provincias se mantuvieron en general en paz. Una de las únicas excepciones fue la provincia de Córdoba, en que fracasó una revolución contra el gobernador José Vicente Reinafé y sus hermanos, auspiciada por partidarios de Facundo Quiroga. En Tucumán y Salta se sucedieron revoluciones infructuosas, que llevaron a la ruptura de los gobernadores de ambas provincias, Alejandro Heredia y Pablo Latorre. A fines de 1834 estalló una revolución en San Salvador de Jujuy, que aspiraba a separarse de la provincia de Salta, y Heredia tomó partido por ella, invadiendo Salta en apoyo de los jujeños; Latorre pidió ayuda a Buenos Aires.
Maza optó por consultar la situación con Rosas y Facundo Quiroga –establecido en Buenos Aires– antes de decidir qué actitud tomar, ya que existía la sospecha de que se hubiera formado un grupo partidario de la secesión en las provincias del norte. Finalmente, a pedido del primero, envió a Quiroga a mediar entre ambos gobiernos, mientras Rosas le pedía que hiciera ver a los pueblos que no era tiempo para la organización constitucional.

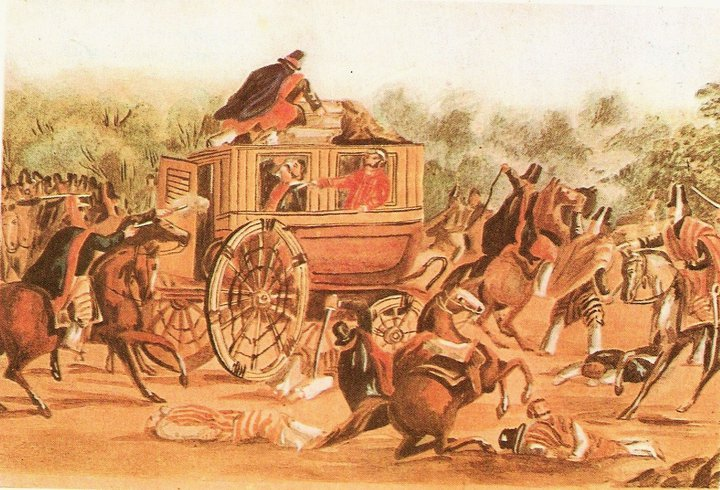
Asesinato de Facundo Quiroga en Barranca Yaco.

Mientras Quiroga estaba en camino, la guerra se definió con el triunfo de Tucumán y el gobernador salteño fue tomado prisionero y asesinado. Al llegar a Santiago del Estero, Quiroga logró la firma de un tratado entre el gobernador local Ibarra, Heredia y un representante de Salta, por el cual se restablecía la paz y se reconocía la autonomía de la recién fundada provincia de Jujuy.
Al regreso de su misión, una partida de milicianos atacó la galera en que viajaba Quiroga y lo asesinó en el paraje denominado Barranca Yaco –jurisdicción de Córdoba– el 16 de febrero de 1835. A nadie escapó que se trataba de un crimen político, y todas las acusaciones se centraron en los hermanos Reinafé.

## La Confederación rosista (1835-1852)
La noticia del asesinato de Quiroga conmovió a Buenos Aires: Maza renunció a su cargo, y la Sala de Representantes, ante el temor de la anarquía designó a Rosas gobernador por un plazo de cinco años. A su pedido, le otorgó la suma del poder público: ejercería a discreción el poder ejecutivo y podía intervenir en el legislativo y el judicial.

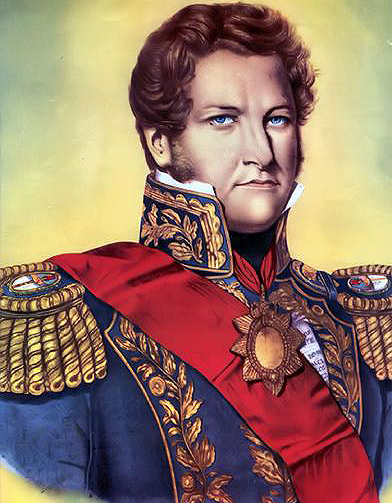
Juan Manuel de Rosas.

### Segundo gobierno de Rosas
Dado que el poder que se le otorgaba era fuera de lo normal, Rosas pidió a la Sala de Representantes que se convocara a un plebiscito para refrendar esa decisión: el mismo fue organizado en la ciudad, ya que la Sala consideró que en el interior de la provincia el apoyo a Rosas no podía ser cuestionado; el resultado fue abrumador: de 9316 sufragios, solo 4 se manifestaron en contra.
Surgió entonces una dictadura legal, ya que la concentración de poderes se basaba en una ley de la Sala de Representantes refrendada por el voto de los ciudadanos. La Sala de Representantes continuó existiendo, y el gobernador y sus ministros enviaban periódicamente informes sobre su actuación. Cada año se celebraron las elecciones de sus integrantes, en las que se presentaba únicamente la lista de candidatos oficialistas, personalmente elaborada por Rosas. Durante las sucesivas crisis, algunos de sus miembros manifestaron algún tipo de oposición parcial a las gestiones del gobierno. Después de cada elección, Rosas presentaba su renuncia al cargo de gobernador, y la Sala lo volvía a elegir, confirmando la continuidad de la suma del poder público. Con el paso del tiempo, los legisladores fueron elegidos cada vez más por la incondicionalidad a la persona de Rosas, y los gestos de autonomía de los legisladores se hicieron más esporádicos, hasta desaparecer por completo.
Por su parte, Rosas, cada vez más metódico y cuidadoso en el manejo de las finanzas, publicaba cada año el estado de la Hacienda Pública en la Gaceta Mercantil.
Rosas restableció el uso de la divisa punzó y persiguió a los enemigos políticos; la Mazorca incrementó su acción contra los opositores, muchos de los cuales se vieron obligados a emigrar. La mayor parte de los emigrados se concentraron en Montevideo: allí recalaron los antiguos unitarios emigrados en 1829, los federales cismáticos desde 1833 en adelante, y los jóvenes de la generación del 37.
Numerosos jueces fueron removidos, y Rosas se ocupó personalmente de las causas que consideraba importantes, casos para los cuales nombraba jueces ad hoc, bajo su supervisión personal. No obstante, los tribunales de justicia mantuvieron una cierta independencia, especialmente en asuntos sin relevancia política.
El rosismo acentuó el carácter telúrico y nacionalista del federalismo porteño, opuesto a los ideales europeos de Rivadavia, que había carecido de respaldo mayoritario. El gobierno rosista se caracterizó por contar con un gran apoyo por parte del pueblo: hacendados, comerciantes, viejos militares de tiempos de la Independencia, sectores medios y bajos apoyaron incondicionalmente al “restaurador de las leyes”. Los grandes terratenientes y comerciantes se beneficiaron económicamente con la exclusividad de la aduana porteña y la venta de tierras públicas. En las ciudades, Rosas compartía bailes, fiestas y juegos con los sectores bajos de la sociedad, quienes lo sentían cercano a ellos. Rosas estableció el paternalismo político, es decir, el generar en las clases bajas el sentimiento de ser un "padre" que cuida, conoce y protege a sus "hijos".

### El interior en la década de 1830
La guerra civil de 1834 en el norte y la muerte de Quiroga generaron una serie de cambios políticos importantes en casi todas las provincias del interior. En Córdoba, los Reynafé fueron arrestados y llevados a Buenos Aires, donde fueron ejecutados por el crimen sobre Quiroga; tras varios interinatos, asumió el mando Manuel "Quebracho" López, un jefe militar directamente vinculado a Rosas. La influencia de Estanislao López en esa provincia, en Santiago del Estero y en Entre Ríos se esfumó por completo, y su poder quedó limitado solamente a Santa Fe. Ibarra y Pascual Echagüe, gobernadores de las otras dos provincias mencionadas, ingresaron abiertamente en la órbita de Rosas.
Mendoza, La Rioja, San Luis y Corrientes permanecieron como aliadas de Rosas, aunque su desarrollo político no estuvo influenciado por este. En San Juan, en cambio, el gobernador Martín Yanzón pretendió heredar la influencia de Quiroga e invadió La Rioja; su derrota significó su caída y el ascenso de Nazario Benavídez, otro militar directamente vinculado a Rosas.
Las provincias del Noroeste quedaron bajo la órbita de Alejandro Heredia, que pasó a ser conocido como el "Protector del Norte" y fue el único líder regional capaz de poner alguna clase de freno a las pretensiones hegemónicas del gobernador porteño.
Sin constitución, por mera delegación de las atribuciones de las provincias, y por acción propia, Rosas ejerció de hecho el poder nacional, apoyado en la fuerza de Buenos Aires. Impuso una organización nacional de hecho, invocando el Pacto Federal de 1831 como única fuente legal de las relaciones interprovinciales. A lo largo de todo su gobierno mantuvo su posición sobre la inconveniencia de reunir un congreso y sancionar una constitución.
Bajo el nombre de federación, realizó una política de intensa intervención en las provincias, utilizando desde el apoyo político y financiero a la persuasión, la amenaza y la acción armada.
En respuesta a las presiones de las provincias, la provincia de Buenos Aires sancionó la Ley de Aduana de 1835, que imponía mayores tasas aduaneras a gran cantidad de productos industriales importados, con la idea de evitar la competencia con las industrias y artesanías locales.

### De las Provincias Unidas a la Confederación Argentina
Desde el inicio de la década de la independencia, el país que actualmente se conoce como la Argentina había llevado el nombre de "Provincias Unidas del Río de la Plata"; otro nombre que fue utilizado fue el de "Provincias Unidas en Sud América", entre otros documentos, en la Declaración de la Independencia y como Provincias Unidas de Sud América en la Constitución de 1819. Ese nombre siguió siendo usado en los escasos tratados en que se utilizó el nombre del país después de la crisis de 1820.
El Congreso de 1824 inició sus sesiones en nombre de las Provincias Unidas, y el presidente Rivadavia asumió como presidente de las Provincias Unidas del Río de la Plata; el nombre de "Argentina" ya había sido utilizado en escasos documentos privados, y en el Himno Nacional, pero su utilización era esporádica. No obstante, al sancionarse la Constitución de 1826, se llamó al país "República Argentina". Desde entonces se fue popularizando el uso de la expresión "Argentina", y varios de los tratados interprovinciales se hicieron entre provincias que se llamaban a sí mismas "argentinas". No obstante, el uso del término "República Argentina" no alcanzó a generalizarse; el Pacto Federal utilizaba las palabras "Estado Argentino" y la palabra "República" repetidamente, pero en ningún caso juntas.
Con el triunfo de las provincias federales a fines de 1831, comenzó a generalizarse la expresión "Confederación Argentina"; no obstante, aún en 1836 la ceca de La Rioja continuó emitiendo moneda con el nombre de Provincias Unidas del Río de la Plata como mínimo hasta 1836. La llegada al poder de Juan Manuel de Rosas, y su progresivo dominio sobre las provincias popularizaría rápidamente el nombre de Confederación Argentina, que desplazaría a las otras opciones a principios de la década de 1840. La Constitución de 1853 terminaría por oficializar el nombre de Confederación Argentina.

### Guerra con Bolivia
En 1836 se organizó la Confederación Perú-Boliviana, presidida por Andrés de Santa Cruz, que poco después entró en guerra con Chile. El gobierno chileno acusó a Santa Cruz de planear anexarse las provincias del norte argentino; por otro lado, Bolivia era uno de los países con mayor cantidad de emigrados unitarios, y desde ese país se habían producido varias invasiones a Salta y Tucumán. El 19 de mayo de 1837, Rosas declaró la guerra a la Confederación Perú-Boliviana.
El peso de las guerras recayó en las provincias del noroeste argentino; Rosas se limitó a enviarle algunos oficiales y piezas de artillería. Las operaciones comenzaron en agosto de 1837 cuando tropas confederadas peruano-bolivianas invadieron la mayor parte de la Puna de Jujuy y el norte de la Provincia de Salta, continuando con una serie de combates y escaramuzas entre ambas fuerzas, todos ellos sin resultados concluyentes.
Las operaciones dirigidas por Alejandro Heredia, gobernador de Tucumán y comandante del Ejército Argentino del Norte, no lograron definir el conflicto. En mayo y junio de 1838 el ejército Perú-boliviano derrotó a las tropas de Rosas en una serie de encuentros menores, siendo el más importante el Combate de Montenegro o Combate de la Cuesta de Coyambuyo, que provocó en la práctica la retirada argentina de la contienda.
A partir de entonces, el ejército argentino mantuvo una postura defensiva, aunque el estado de guerra continuó hasta la victoria del ejército restaurador chileno-peruano en la Batalla de Yungay, que puso fin a la Confederación Perú-Boliviana. Rosas no aprovechó la victoria para reincorporar la provincia de Tarija, cuya posesión se reclamaba, dejando pendiente el conflicto.

### La generación del 37 y el bloqueo francés
Los jóvenes de la generación de mayo habían llegado a la edad adulta, y en la década del 30 apareció una nueva generación de jóvenes, formada por nacidos en el siglo XIX, y especialmente en la década de la independencia. La Generación del 37 es el nombre que se dio posteriormente a los escritores e intelectuales de esa generación, muchos de ellos viajeros al exterior, educados en universidades, y con ideales románticos y liberales. Esteban Echeverría, uno de sus miembros de más edad, creó un grupo que se reunía en la trastienda de la librería de Marcos Sastre a discutir sobre literatura y arte, pero también sobre temas políticos. Apasionados por las novedades llegadas de Europa, y distanciados de la tradición española, no eran necesariamente opositores a Rosas.
En 1837, en medio del conflicto con Bolivia, algunos ciudadanos franceses fueron obligados a prestar servicio militar, y César Hipólito Bacle fue arrestado por prestar apoyo al gobierno de Santa Cruz. El vicecónsul Aimé Roger exigió la libertad de todos ellos, a lo que el ministro de relaciones exteriores de Rosas, Felipe Arana, se negó; la respuesta francesa, dictada por la ideología imperialista predominante en ese momento en Francia más que por razones diplomáticas, fue el bloqueo de Buenos Aires y los ríos Paraná y de la Plata, proclamado a fines de marzo de 1838.
Para reforzar el bloqueo, la escuadra francesa ocupó la isla Martín García. Cuando pretendió apoyo naval desde Montevideo y Colonia, el presidente uruguayo Manuel Oribe se lo negó; de modo que los franceses comenzaron a apoyar al general Fructuoso Rivera, que se había lanzado a una revolución, y presionaron a Oribe. Los exiliados en Montevideo, enemigos de Rosas, quedaron del lado de Rivera. Francia, por su parte, extendió el bloqueo a los puertos uruguayos y se apoderó de la escuadra de Oribe. El presidente se vio obligado a renunciar, y se refugió en Buenos Aires; Rivera asumió la dictadura.
La agresión francesa obligó a los jóvenes románticos a elegir entre la "civilización" –cuyo máximo representante era Francia– y el gobierno de su país; la mayor parte de ellos se pusieron del lado de Francia y criticaron la postura de Rosas. Echeverría fundó la Asociación de la Joven Argentina –posteriormente Asociación de Mayo– con fines de reflexión y propaganda política. En su ideario, renegaban formalmente de los partidos unitario y federal, y proponían solucionar los problemas del país por medio de la libertad, igualdad y fraternidad proclamadas por la revolución francesa. Algunos de los jóvenes fundaron filiales en el interior del país: Domingo Faustino Sarmiento y Antonino Aberastain crearon una en San Juan, Benjamín Villafañe y Félix Frías, otra en Tucumán y José Francisco Álvarez y Ramón Ferreyra crearon la de Córdoba.
La Sociedad Popular Restauradora comenzó a presionar sobre los jóvenes románticos, y algunos de ellos fueron atacados por la Mazorca; algunos de ellos emigraron a Montevideo o a Chile. Algunos grupos ocultamente disidentes, sólo marginalmente relacionados con la Asociación de Mayo, permanecieron a la expectativa.

### Aumento de los conflictos
En Buenos Aires y el Litoral, el bloqueo causó enormes trastornos: los productos exportables se acumulaban en las barracas, de modo que los estancieros no podían vender sus productos. El descontento se extendió, pero Rosas pretendió resolver parte de los problemas financieros que le causaba el bloqueo exigiendo el pago de los cánones atrasados de los campos en enfiteusis; los estancieros, sin ingresos por el mismo bloqueo, debieron endeudarse o malvender sus ganados para pagar.
Con la intención de resolver la crisis en lo que atañía a su provincia, Estanislao López envió a Buenos Aires a su ministro Domingo Cullen; con autorización del viejo caudillo o sin ella, Cullen pasó por encima de Rosas y se entrevistó con el jefe de la escuadra francesa, pidiendo el levantamiento del bloqueo para su provincia y ofreciendo retirar el encargo de las relaciones exteriores a Rosas. Pero en ese momento falleció López, con lo que Cullen debió huir a Santa Fe. Allí logró ser elegido gobernador.
Cullen se puso en contacto con el gobernador correntino Genaro Berón de Astrada para combinar algún tipo de movimiento contra Rosas. Antes de que estas negociaciones llegaran a nada concreto, Echagüe y Rosas presionaron sobre la legislatura santafesina y lograron el derrocamiento de Cullen; este huyó a Santiago del Estero.
Berón de Astrada se pronunció contra Rosas y organizó un ejército provincial; Echagüe invadió Corrientes y lo derrotó en marzo de 1839. Tras dejar en Corrientes un gobierno federal, Echagüe regresó a su provincia e invadió el Uruguay, para enfrentar a Rivera, que había prestado ayuda a Berón de Astrada.
En Buenos Aires, un grupo de descontentos intentó derrocar a Rosas; el responsable fue descubierto y fusilado, y su padre, el exgobernador Manuel Vicente Maza, fue asesinado. Varios estancieros del sur de la provincia se lanzaron a la revolución, llamada de los Libres del Sur. El general Lavalle se había trasladado con algunos centenares de voluntarios a Martín García –ocupada por Francia– y había prometido ayuda a los Libres del Sur. Los estancieros no lo esperaron y avanzaron sobre Buenos Aires al frente de algunos centenares de gauchos, pero fueron derrotados en la batalla de Chascomús.
Enterado de que Echagüe había invadido el Uruguay, Lavalle invadió a su vez –en buques franceses– la provincia de Entre Ríos; derrotó al gobernador delegado y recorrió toda la provincia buscando apoyos. Al no conseguirlos, se trasladó a Corrientes, donde el gobernador Pedro Ferré se había pronunciado contra Rosas. Allí formó un segundo ejército.
Mientras tanto, los problemas se multiplicaban en el norte: a fines de 1838 había sido asesinado Alejandro Heredia, pasando el control de Salta y Tucumán a líderes unitarios. Desde Santiago del Estero, Cullen organizó dos revoluciones en Córdoba; vencidas estas, Ibarra envió a Cullen a Buenos Aires, donde Rosas lo hizo fusilar.
En los últimos días de 1839, Echagüe fue derrotado en la Batalla de Cagancha, no lejos de Montevideo, y huyó a Entre Ríos, llevando consigo a Oribe.

### Guerra civil (1840-1843)
Los nuevos gobernantes del noroeste –principalmente José Cubas, de Catamarca y Marco Avellaneda, de Tucumán– organizaron la Coalición del Norte para hacer frente al gobernador porteño. Cuando el ejército correntino de Lavalle invadió nuevamente Entre Ríos, Tucumán se pronunció contra Rosas, puso su ejército al mando del general Lamadrid y formó con las provincias vecinas la Coalición del Norte. El comandante nominal de su ejército era el gobernador de La Rioja, Tomás Brizuela. El único gobernador que permaneció fiel a este fue Ibarra, de Santiago del Estero; por ello se lanzaron tres invasiones en su contra, sin resultado alguno.
Lavalle recorrió Entre Ríos de norte a sur, pero fue derrotado en el mes de julio por Echagüe; refugiado en Punta Gorda, embarcó sus tropas en la escuadra francesa. Sus perseguidores pensaron que se retiraba a Corrientes o al Uruguay, pero el 1 de agosto desembarcó en San Pedro, en el norte de la provincia de Buenos Aires.
Con caballos aportados por algunos estancieros amigos, avanzó sobre Buenos Aires. Pero su invasión no tenía apoyo popular alguno; nadie se unió a su ejército, y en cambio el coronel Pacheco, jefe del ejército porteño, lo fue rodeando con sus tropas.
De modo que retrocedió: persiguió al gobernador santafesino Juan Pablo López hasta la ciudad de Santa Fe, que ocupó tras firme resistencia. Allí se enteró de la firma del tratado Arana-Mackau: por presión de Inglaterra a Francia, se había pactado el fin del bloqueo francés al Río de la Plata; Rosas había cedido en cuanto a indemnizaciones y al trato a los ciudadanos franceses, pero no a concesiones territoriales, comerciales, ni de libre navegación interior.
En Buenos Aires, la retirada de Lavalle fue seguida de la implantación del terror sistemático por parte de la Mazorca: en pocos días fueron asesinados más de veinte ciudadanos respetables, y cientos de casas fueron saqueadas. Ni siquiera Rosas controlaba la situación, de modo que tardó algunas semanas en ordenar el final de las persecuciones; fue obedecido.
Por su parte, Lamadrid había invadido y ocupado Córdoba, de modo que Lavalle marchó a su encuentro. En el camino fue derrotado por las fuerzas federales –al mando del oriental Manuel Oribe– Quebracho Herrado, el 28 de noviembre de 1840. Lavalle y Lamadrid no pudieron ponerse de acuerdo en nada, excepto en retroceder: Lavalle a La Rioja y Lamadrid a Tucumán. Tras varias derrotas sucesivas, Lavalle quedó al frente de su ejército en Tucumán, mientras Lamadrid marchó hacia Cuyo.
Pacheco persiguió a Lamadrid hasta Cuyo; allí los unitarios obtuvieron su última victoria en Angaco, antes de ser definitivamente derrotados en la batalla de Rodeo del Medio, del 24 de septiembre de 1841. Lamadrid y sus hombres huyeron a Chile. Pocos días antes, Lavalle había sido derrotado por Oribe en la batalla de Famaillá; en retirada hacia el norte, fue muerto por casualidad por una partida federal. Gran parte de sus tropas huyeron a Bolivia, llevando el cadáver de su jefe. También Catamarca fue ocupada, y Cubas y Avellaneda fueron ejecutados.
El resto de los correntinos de Lavalle cruzó el Chaco, para incorporarse a un nuevo ejército correntino, que había formado el general Paz. Este derrotó a Echagüe en la batalla de Caaguazú e invadió Entre Ríos, mientras Rivera hacía lo mismo cerca de la actual Concordia. Pero los entrerrianos eligieron gobernador a Justo José de Urquiza y obligaron a Paz a abandonar Paraná; terminaría refugiado en Montevideo.
De regreso a Santa Fe, Oribe destrozó al santafesino Juan Pablo López –que había cambiado de bando– y avanzó sobre las fuerzas uruguayas y correntinas al mando de Rivera, a las cuales derrotó en Arroyo Grande, en diciembre de 1842. Unos días más tarde, Corrientes volvía a caer en manos federales.
Oribe invadió el Uruguay, al mando de tropas argentinas y uruguayas. Toda la Argentina estaba nuevamente en manos federales.

### La economía en la década de 1840
La economía rosista se basó en la expansión de la ganadería y la exportación del producto de los saladeros: cuero, tasajo y sebo. Tras un período de estancamiento relativo en la década anterior, los década de 1840 fue especialmente favorable al crecimiento de la ganadería en el litoral. La provincia de Buenos Aires fue la principal beneficiaría de este crecimiento, principalmente porque el gobierno porteño conservó el privilegio del control de los ríos interiores y concentró todo el movimiento portuario y aduanero en la capital.
Las comunicaciones no sufrieron casi cambios desde fines de la época colonial: las grandes carretas de un solo eje tiradas por bueyes eran el medio de transporte terrestre, y el único útil para transporte de mercancías. Comenzaron a difundirse las galeras, pero la mayoría de los caminos no eran aptos para su circulación; solamente el camino real que conducía de Buenos Aires a Córdoba, y de allí a Tucumán, era recorrido habitualmente por galeras.
El crecimiento económico permitió diversificar las actividades industriales y artesanales en la ciudad capital; no obstante, no hubo desarrollo de industrias fuera de las ligadas a la producción rural: saladeros, curtiembres y molinos. El crecimiento de este último rubro permite suponer que la "ciudad carnívora" estaba comenzando a incorporar mayor cantidad de pan a su dieta.
En 1836, Rosas decidió estatizar el Banco Nacional, fundado en la época de Rivadavia, y convertirlo en un banco estatal, llamado Casa de Moneda; fue el antecedente inicial del actual Banco de la Provincia de Buenos Aires.
Un incipiente proteccionismo tuvo lugar con la Ley de Aduana de 1835, por la que se aumentaban los aranceles de la aduana para una gran cantidad de artículos artesanales o industriales. Pero esta ley no tuvo aplicación continuada, de modo que sus efectos en el interior del país son muy difícilmente mensurables.
Los subsidios que otorgó a algunas provincias estaban orientados a sostener a sus gobiernos y ejércitos, no a la economía local. De todos modos, el crecimiento económico del litoral fluvial arrastró un cierto crecimiento de las economías del interior, que proveían de ciertas mercaderías a aquel.
El estricto control que Rosas impuso –incluso personalmente– a los gastos públicos, y su negativa a permitir emisiones de papel moneda sin respaldo le permitieron a la provincia de Buenos Aires mantener equilibradas sus finanzas, aún en los períodos en que estas se vieron afectadas por los bloqueos navales.

### Cultura y educación en la época de Rosas
Para reducir gastos, Rosas anuló la mayor parte del presupuesto dedicado a la educación. En 1838 se suprimió en Buenos Aires la enseñanza gratuita y los sueldos de los profesores universitarios.
No obstante la Universidad de Buenos Aires y el actual Colegio Nacional de Buenos Aires se mantuvieron en actividad por medio del arancelamiento de sus estudiantes, y de sus aulas salieron los miembros de la élite porteña del período siguiente, la mayoría de los cuales serían detractores acérrimos de Rosas.
Además existía la Universidad de Córdoba, regenteada por religiosos católicos, que otorgaba títulos en derecho canónico y civil.
En Buenos Aires, la educación secundaria estuvo distribuida entre varios colegios, entre los cuales el más prestigioso era el Colegio de San Ignacio, de los jesuitas, que –cuando éstos fueron nuevamente expulsados– se transformó en el Colegio Republicano Federal, regenteado por el antiguo jesuita Francisco Magesté. Pero también había varios colegios privados, como el que dirigía Alberto Larroque. En el interior había colegios secundarios en la mayoría de las capitales provinciales; el más antiguo y prestigioso era el Colegio Nacional de Monserrat; en algunas de ellas era especialmente prestigiosa la educación brindada por los conventos, como el franciscano de San Fernando del Valle de Catamarca.
El periodismo sufrió las consecuencias de las persecuciones de Rosas; se siguió publicando la Gaceta de comercio, heredera de la antigua Gazeta de Buenos Ayres, y varios otros periódicos, invariablemente oficialistas y, en muchos casos, directamente obsecuentes hacia Rosas. El periodista Luis Pérez publicó varios periódicos de inspiración popular en apoyo a Rosas. Entre los periódicos de carácter informativo, se destacaron el British Packett and Argentina News, editado por la comunidad de comerciantes británicos, y el Archivo Americano y espíritu de la prensa del mundo –editado por Pedro de Angelis– y El Diario de la Tarde, editado por Pedro Ponce y Federico de la Barra.
Sólo en algunas provincias del interior se publicaron algunos periódicos; Córdoba y Mendoza, provincias donde esta actividad se había desarrollado más que en otras, casi no tuvieron actividad periodística debido al temor de "Quebracho" López y José Félix Aldao a la oposición que pudiera hacérseles por la prensa. Se destaca, en cambio, la prensa opositora que existió en Corrientes durante los períodos en que la provincia estuvo enfrentada con Rosas. Entre los periodistas que destacaron en el interior, se puede mencionar a Marcos Sastre y Severo González –federales– en Santa Fe, y Juan Thompson, Manuel Leiva y Santiago Derqui –antirrosistas– en Corrientes.
La literatura del período fue notoriamente escasa, con excepción de la que produjeron los miembros de la Generación del 37. La música, en cambio, tuvo un momento de brillo particular, llegando con Juan Pedro Esnaola a alcanzar cierta autonomía de las escuelas musicales europeas. Por su parte, también la pintura logró iniciar una producción autónoma, especialmente en el campo del retrato, el paisajismo y la pintura histórica; sus representantes más destacados fueron Prilidiano Pueyrredón y Carlos Morel, y los europeos Ignacio Baz, Charles Henri Pellegrini y Amadeo Gras.

### La Iglesia católica
Pese a la tolerancia religiosa iniciada por Rivadavia –y continuada por Rosas– la Argentina seguía siendo esencialmente un país católico. La Iglesia católica tenía una importancia capital en la formación de conciencias sociales y en la educación, de modo que las relaciones de los gobiernos con ella era una parte fundamental del gobierno y la acción política.
Continuando con la tradición del antiguo régimen y restaurada por Rivadavia, Rosas consideraba a la Iglesia como parte del aparato del estado. Pero Rosas se identificaba a sí mismo con el gobierno, el estado, el país y la Nación, y buscó la legitimación de su sistema a través de la defensa de la Iglesia. Durante su gobierno, el color rojo punzó en todos los aspectos de la vida, y los altares fueron vestidos permanentemente con ese color; los curas párrocos llamaban a la feligresía a defender la "Santa Causa de la Federación", y el retrato de Rosas solía estar expuesto junto a las imágenes de los santos.
Para garantizar el apoyo de la Iglesia, debía garantizar su propio control sobre la misma la misma; por ello sostuvo su derecho a ejercer al Patronato Eclesiástico como continuador del patronato regio de la época colonial. Todo el período fue un largo tironeo entre la autoridad papal y la autoridad de Rosas, y lo mismo ocurrió en las provincias. Ya durante la gobernación de Viamonte se había discutido la autoridad del Papa para nombrar por sí mismo obispos en la Argentina; en el "Memorial Ajustado" de 1834, la mayoría de los juristas consultados contestó que ese derecho le correspondía al gobierno.
El Papa resolvió esa limitación nombrando una serie de obispos titulares –entonces llamados obispos in partibus infidelium, es decir asignados a sedes que estaban "en manos de infieles" en Asia y África– para ejercer como vicarios apostólicos. Rosas reconoció al primero de éstos, Mariano Medrano como obispo de Buenos Aires en 1830, con lo cual se normalizaron las relaciones con la Santa Sede, que estaban cortadas de hecho desde la guerra de independencia.
El Papa creó también la diócesis de San Juan de Cuyo, para la cual fueron nombrados obispos Justo Santa María de Oro y posteriormente José Manuel Quiroga Sarmiento. Para la diócesis de Córdoba nombró a Benito Lascano, que entraría repetidamente en conflictos con "Quebracho" López antes de fallecer en 1836; ese mismo año fue elevado al obispado de Salta José Agustín Molina, que murió dos años más tarde. Ninguno de los dos sería reemplazado en todo el período.
Rosas devolvió algunos de los bienes confiscados por la reforma rivadaviana a las órdenes religiosas. En 1836 convocó a los jesuitas a regresar a su país; éstos abrieron el Colegio de San Ignacio y varios más en el interior. No obstante, no logró utilizarlos para sus fines de propaganda política, por lo que terminó por expulsarlos nuevamente en octubre de 1841. Los gobiernos provinciales también consideraron prudente expulsarlos.

### Montevideo, Corrientes y el Gran Bloqueo
Vencida la resistencia en el interior de la Argentina, Rosas envió sus ejércitos a Montevideo, donde se agrupaban la mayoría de sus enemigos; Oribe seguía considerándose presidente del Uruguay, y ocupó el interior de ese país sin problemas. En abril de 1843 puso sitio a Montevideo, pero –con el apoyo de las escuadras europeas, y con refuerzos de tropas y voluntarios extranjeros– la ciudad resistió el asedio.
En la Argentina, hubo algunos alzamientos en el interior, y ciertos jefes militares, como el Chacho Peñaloza invadieron con algunas fuerzas desde Chile, pero fueron vencidos con facilidad.
Por su parte, Corrientes volvió a levantarse bajo la dirección de Joaquín y Juan Madariaga.
El Paraguay se veía perjudicado por el control de los ríos interiores ejercido desde Buenos Aires, por lo que el presidente Carlos Antonio López firmó un acuerdo comercial con el gobierno correntino; Rosas consideró que eso era un ataque a las representaciones exteriores que le habían sido conferidas. De modo que rechazó el acuerdo, afirmando que la Argentina nunca había reconocido la independencia paraguaya, que además nunca había sido declarada formalmente. En respuesta, el Congreso paraguayo declaró formalmente la independencia del país, exigiendo a continuación a Rosas su reconocimiento, que este rechazó. De modo que el Paraguay transformó su acuerdo en una alianza militar contra Rosas.
Rivera logró evadir el sitio y amenazó el dominio de Oribe en el interior del Uruguay. Urquiza pasó a su vez a ese país y en marzo de 1845 lo derrotó en la batalla de India Muerta, obligándolo a refugiarse en el Brasil.
Como con el sitio de Montevideo no obtuvo el resultado esperado, Rosas reorganizó la escuadra porteña y ordenó el bloqueo naval completo de Montevideo en julio de 1845; la respuesta británica y francesa llegó trece días después, cuando las escuadras de esos países capturaron la totalidad de la flota porteña y declararon, a su vez, el bloqueo del Río de la Plata. Los aliados tomaron la isla Martín García y remontaron el río Uruguay, saqueando los puertos entre Gualeguaychú y Salto.
La flota anglo-francesa decidió remontar el Paraná, con la finalidad de dominar los ríos e iniciar el comercio directo con los puertos interiores. El 20 de noviembre de 1845, una batería comandada por Lucio N. Mansilla le causó serios daños en la batalla de la Vuelta de Obligado. La flota logró forzar el paso y la expedición llegó hasta Corrientes, pero no obtuvo beneficios comerciales importantes, y a su regreso fue nuevamente atacada. El intento no sería repetido.
Tras una episódica ocupación de Santa Fe por Juan Pablo López, Urquiza avanzó sobre Corrientes y venció en Laguna Limpia; poco después llegó a un acuerdo con los Madariaga. Sin embargo, Rosas lo desautorizó y rechazó el tratado, obligando a Urquiza a atacar Corrientes una vez más. El 27 de noviembre de 1847, derrotó a los Madariaga en la batalla de Vences y nombró gobernador a Benjamín Virasoro.
Rosas tenía el control de todo el país, mientras sus enemigos sólo controlaban Montevideo. Los comerciantes británicos presionaron a su gobierno, que levantó el bloqueo por medio del tratado Arana-Southern, firmado a comienzos de 1849. Al año siguiente, Francia firmó el Tratado Arana-Lepredour, con lo que el bloqueo terminó definitivamente. Ambos tratados garantizaban a la Argentina el control de los ríos interiores.

### Apogeo del rosismo
El régimen de Rosas había logrado sobreponerse a enemigos que, en un momento u otro, habían controlado casi todo el país, con excepción de la ciudad de Buenos Aires. La situación económica se hizo claramente favorable, y Rosas mantenía su prestigio inalterado.
En las provincias, la mayoría de los gobernadores permanecieron en sus cargos durante largos períodos; además de Ibarra –que gobernaba Santiago del Estero desde 1820– otros gobernadores tuvieron mandatos especialmente largos: Benavídez en San Juan, Echagüe en Santa Fe, Gutiérrez en Tucumán, Iturbe en Jujuy, López en Córdoba, Lucero en San Luis, Navarro en Catamarca y Urquiza en Entre Ríos gobernaron sus provincias durante casi toda la década de 1840. Los gobernadores sospechosos de no ser enteramente adictos a Rosas, como Vicente Mota de La Rioja y Segura en Mendoza, fueron expulsados de sus cargos.
Las provincias del interior se beneficiaron económicamente de la paz, que casi no tuvo interrupciones. Por su parte, las provincias del litoral se vieron beneficiadas de las excepciones que debió hacer Rosas durante el bloque anglo-francés, y su economía creció aceleradamente.
Las relaciones con los países vecinos se estabilizaron: el Paraguay se mantuvo neutral tras la primera derrota de los Madariaga y, aunque Bolivia se negó a colaborar para evitar nuevas invasiones contra las provincias del norte argentino, trató por todos los medios de evitar conflictos con ese país.
A pesar de la alianza con Chile, las relaciones con el país trasandino presentaron ciertas dificultades, debido al asilo brindado a los emigrados de la zona cuyana, entre los cuales se destacaba Domingo Faustino Sarmiento. Otro problema surgió a partir de la expansión territorial chilena hacia el sur: en 1843, Chile tomó posesión del Estrecho de Magallanes, punto estratégico que cobraba importancia con el incremento de la navegación en el océano Pacífico. Como el sitio ocupado se encontraba al este de la cordillera andina, el gobierno de Buenos Aires presentó –tardíos– reclamos en 1847 sosteniendo los derechos argentinos sobre dicho tramo oriental del paso oceánico, pero Chile rechazó los términos del documento.
Las provincias designaron a Rosas Jefe Supremo de la Confederación Argentina. Era un último formalismo que daba nombre al sistema que, durante un largo tiempo, dio unidad y estabilidad al país; pero por estar basada en el personalismo, esta estabilidad no podía durar indefinidamente. De todos modos, el poder de Rosas parecía inconmovible; el principal –y aparentemente único– problema que le quedaba era Montevideo, refugio de los enemigos de Rosas.

## Caseros: fin del rosismo

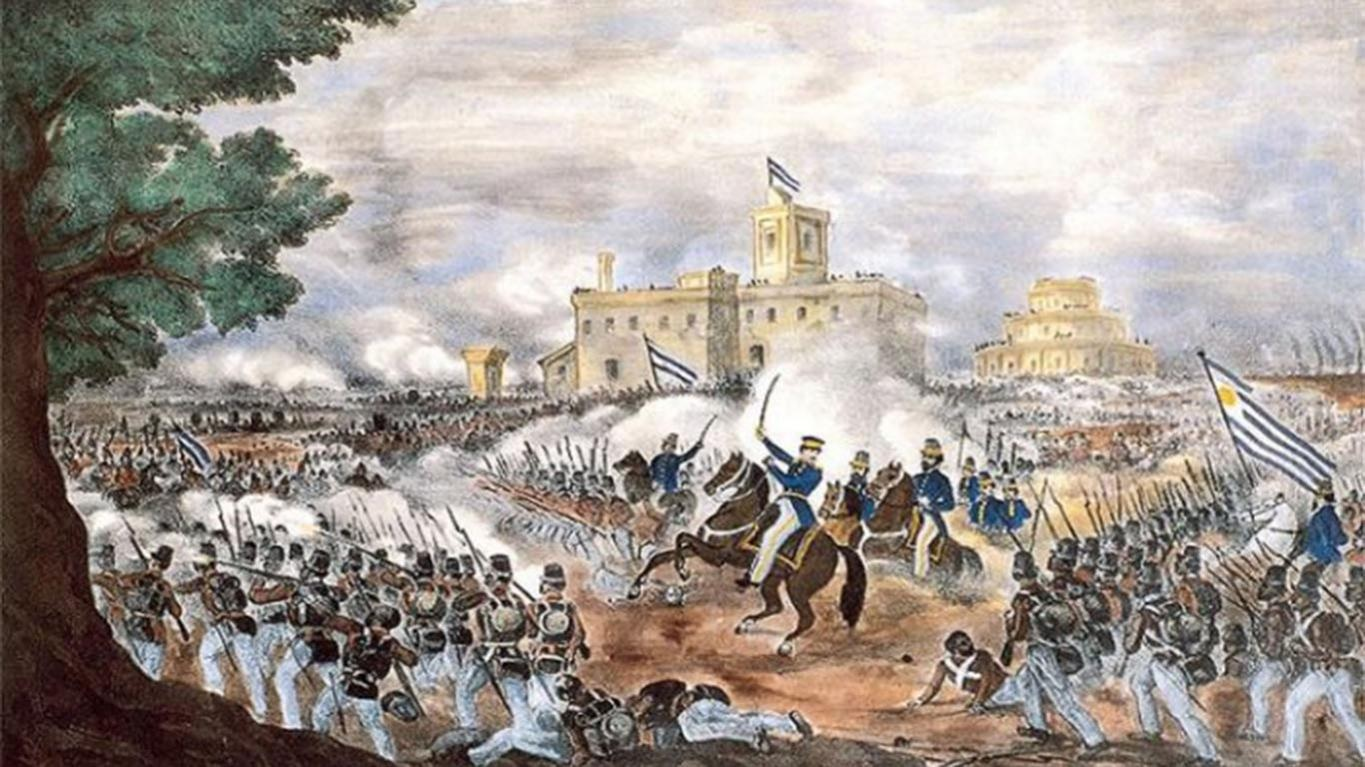
La batalla de Caseros.

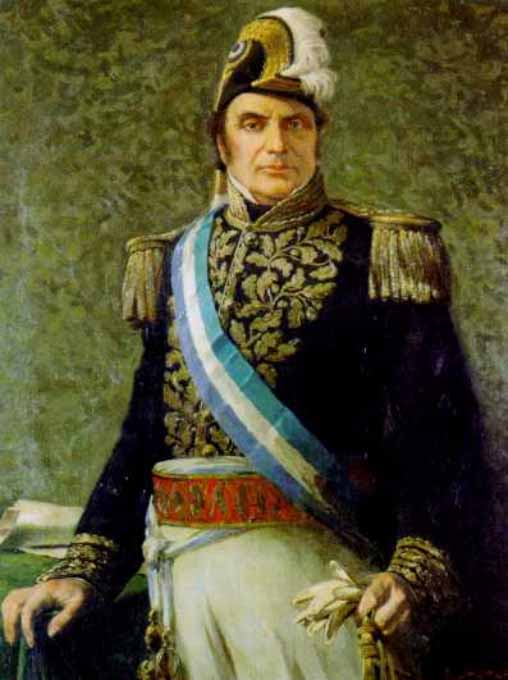
Justo José de Urquiza, primer presidente de la Confederación Argentina.

La caída de Montevideo parecía sólo cuestión de tiempo: finalizado el bloqueo, el único aliado que le quedaba a la ciudad era el Brasil, que hasta entonces no había hecho más que refugiar a los colorados uruguayos. No obstante, apenas conocido el levantamiento del bloqueo, tropas brasileñas habían iniciado invasiones parciales sobre territorio uruguayo. En diciembre de 1850, Rosas rompió relaciones con el Imperio.
Como antes habían querido hacer las potencias europeas, Brasil buscaba garantizar sus mercados en el Cono Sur sosteniendo un gobierno propicio en el Uruguay. La diplomacia imperial se contactó con Urquiza, que se oponía a Rosas por razones económicas, debido al cierre de los ríos y la aduana única de Buenos Aires. La falta de una constitución nacional que obligara a Buenos Aires a seguir una política distinta era un obstáculo insalvable, y Rosas hacía de su oposición a la misma uno de los ejes centrales de su discurso.
Rosas previó que debería enfrentar al Brasil, y nombró a Urquiza comandante de la futura campaña contra el Imperio, enviándole armas y tropas. Por su parte, Urquiza interpretó que se estaba dando largas a la exigencia de la organización constitucional. Tras varias negociaciones con el Imperio, el 1 de mayo de 1851 se anunció el Pronunciamiento de Urquiza, en que se anunciaba la próxima sanción de una constitución y el retiro a Rosas de los poderes delegados por su provincia. El 29 de mayo firmó con el gobierno de Montevideo, la provincia de Corrientes y el Imperio un tratado de alianza para terminar con el sitio de Montevideo.
Urquiza invadió el Uruguay con el apoyo de la flota brasileña, que entró en los ríos Paraná y Uruguay; en julio, Rosas declaró la guerra al Brasil. Las tropas del sitio se pasaron a Urquiza, por lo que Oribe terminó por capitular. Tanto los sitiadores como los sitiados fueron incorporados a las fuerzas de Urquiza.
En noviembre, los aliados firmaron un segundo tratado, en el que se comprometían a derribar a Rosas. El Brasil aportó una enorme suma para la campaña, parte como subsidio y parte en calidad de préstamo. Los gobiernos del interior lanzaron toda clase de invectivas y amenazas contra Urquiza, pero no enviaron ayuda alguna a Rosas.
El Ejército Grande al mando de Urquiza, con un total de 30 000 hombres, invadió la provincia de Santa Fe, donde Echagüe fue derrocado. Rosas contaba con un número similar de armamento y tropas, pero el entusiasmo de estas –e incluso de muchos de sus oficiales– había desaparecido. El propio gobernador asumió el mando de sus fuerzas, pero esperó pasivamente en los alrededores de Buenos Aires.
El 3 de febrero de 1852, en la batalla de Caseros, el Ejército Grande se impuso sin dificultad. Rosas abandonó el campo de batalla y se dirigió a la ciudad, donde redactó su renuncia. Refugiado en la legación británica, días después partió hacia Inglaterra, donde residió hasta su muerte, en 1877.
La noticia de Caseros sacudió a las provincias, y en las semanas siguientes la mitad de sus gobernadores fueron reemplazados por federales moderados; el resto se apresuró a entrar en contactos amistosos con Urquiza.
Había finalizado la etapa rosista y se iniciaba la de la Organización Nacional: al año siguiente se sancionaría la Constitución Nacional, y en 1854 Urquiza asumiría como primer presidente constitucional del país.

## Balance del período
Más allá de las diferencias evidentes –y en algunos casos más aparentes que reales– entre los estilos de Rivadavia y Rosas, el período comprendido entre 1820 y 1852 tiene una serie de características en común.
En lo político, todos los gobiernos buscaron algún tipo de institucionalización del país, aun cuando se haya pasado de proyectos constitucionales al proyecto informal del rosismo. Durante el período se abandonó la identificación del "pueblo" como un todo uniforme, o siquiera uniformable, para llevar adelante proyectos basados en la negociación entre provincias soberanas. Los sucesivos éxitos parciales de cada proyecto político llevaron –a corto o mediano plazo– a reacciones en contra, que los hicieron fracasar: así, el proyecto constitucionalista de Bustos fue derrotado por la estrategia de Rivadavia; el proyecto constitucional unitario de este fue vencido por la resistencia de las provincias federales; el proyecto político –muy mal estudiado, por otro lado– de Paz y la Liga del Interior debió ceder terreno al triunfo del Pacto Federal; los proyectos alternativos ensayados en las décadas del 30 y del 40 fueron sucesivamente vencidos por el rosismo; y este, a su vez, terminó vencido por el proyecto de la alianza liberal-provincialista liderado por Urquiza.
En lo económico, el período marcó la formación del modelo agroexportador que se había insinuado durante la década inicial de la independencia. La apertura comercial no fue contestada siquiera por la Ley de Aduanas de Rosas, que apenas intentó regular algunas de las importaciones, sin cuestionar en absoluto la base agroexportadora. El litoral experimentó un muy rápido crecimiento, con altibajos causados por la situación política, el clima y los mercados, mientras el interior buscaba alguna forma de adaptarse a la nueva situación y terminaba por convertirse en mero proveedor del litoral, sin proveer mercancías exportables.
Los materiales estadísticos de que disponen los historiadores para estudiar la evolución demográfica del período son muy escasos; en comparación con los períodos siguientes, parece evidente que el crecimiento demográfico fue más bien modesto. Las únicas zonas con un crecimiento especialmente alto fueron el interior de la provincia de Buenos Aires y la provincia de Entre Ríos, donde se estima que la población creció alrededor del 140% entre 1820 y 1852.
La provincia de Buenos Aires pasó de unos 125 000 a 320 000 habitantes; Córdoba de 85 000 a quizá 130 000; Salta de 60 000 a 70 000; Santiago del Estero de 50 000 a 60 000; Tucumán de 40 000 a 55 000; Corrientes de 40 000 a 60 000; Mendoza de 40 000 a 55 000; Catamarca de 35 000 a 50 000; Entre Ríos de 30 000 a 70 000; San Juan de 25 000 a 40 000; San Luis de 25 000 a 30 000; La Rioja de 20 000 a 25 000; Santa Fe, de 15 000 a 30 000.
Pese a la falta de datos precisos, parece haber existido una fuerte corriente de migraciones internas desde el interior hacia el litoral fluvial, que además habría recibido una corriente inmigratoria importante –muy difícil de medir– desde Europa, especialmente desde España e Italia. Y, a partir de la gran hambruna, también desde Irlanda.
En lo eclesiástico, todo el período estuvo marcado por el intento de los gobiernos porteños de controlar a la Iglesia Católica como institución, postura replicada en las provincias, que a su vez intentaban no depender excesivamente de Buenos Aires. También se instalaron los primeros inmigrantes de religión protestante, que gozaron de la más amplia libertad religiosa.
En lo cultural, el período presenta algunas discontinuidades notables: el círculo rivadaviano pretendió modernizar y europeizar la cultura y la educación y romper con el modelo colonial, mientras los dirigentes federales intentaron desarrollar una cultura nacional propia, sin hacer particular hincapié en la continuidad o discontinuidad con la situación previa.
El período 1820-1852, y especialmente la época de Rosas, han sido considerados por la historiografía como un período política y culturalmente estéril. Por su parte, los historiadores revisionistas suelen considerar que fue un período en que se llevó a cabo un intento de organización social y política autónoma, que se frustraría en el período siguiente, el de la Organización Nacional.